# تاريخ سوريا
تقع سورية الحالية الجمهورية العربية السورية على الجناح الغربي للهلال الخصيب في موقع هام بين الشرق والغرب وبهذا فإن أرض سورية الحالية قد شهدت بعضًا من أقدم وأهم الحضارات على وجه المعمورة، كما دلت على ذلك الاكتشافات الأثرية الهائلة التي يعود بعضها إلى ما يزيد عن ثمانية آلاف عام قبل الميلاد. لا تكاد تخلو منطقة من مناطق سورية من المواقع الأثرية التي تعود إلى فترات زمنية مختلفة والتي يزيد عددها على 4500 موقع أثري هام.

## ما قبل التاريخ

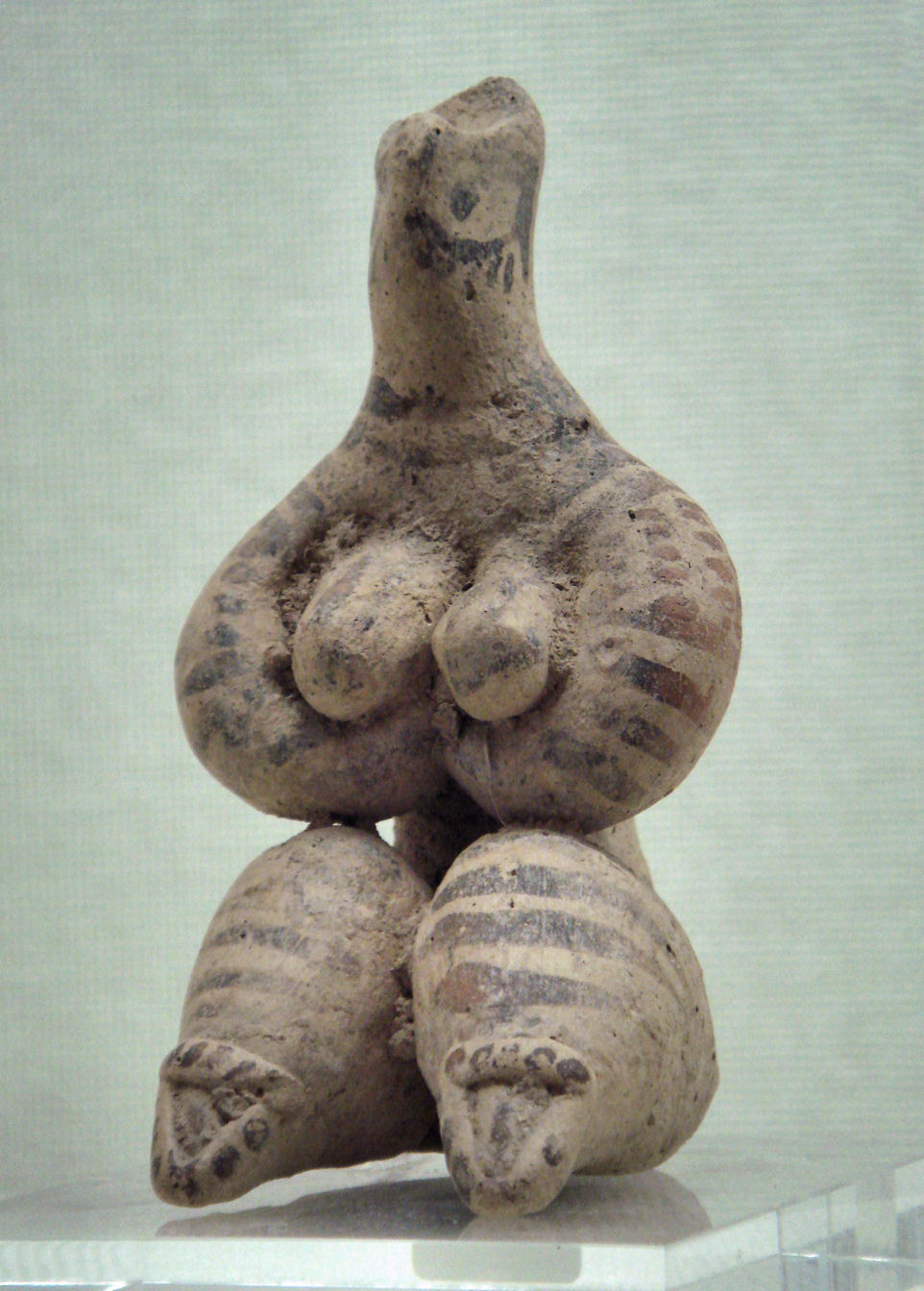
مجسم لأنثى، سورية، سنة 5000 قبل الميلاد

تعود بدايات الاستيطان في سوريا إلى أولى فترات الاستيطان البشري في العصر الحجري ما قبل الفخاري.

## التاريخ القديم

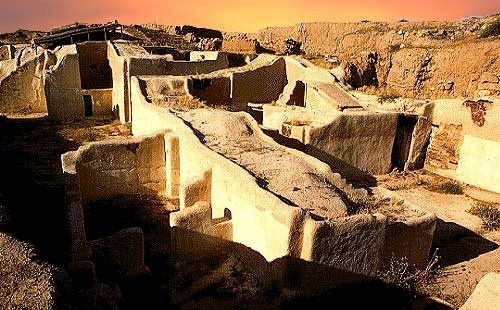
قصر ملكي في إبلا

### الحضارات السامية القديمة
يعتبر علماء الآثار سورية مركزًا لإحدى أقدم الحضارات على وجه الأرض
.فهنا كانت بداية الاستيطان البشري وتخطيط أولى المدن واكتشاف الزراعة وتدجين الحيوانات ومعرفة وتطور الأبجدية هنا اكتشف (المنجل الأول والمحراث الأول) هنا قامت المدن الأولى في التاريخ، مثل المملكة الأثرية إيبلا في شمال سورية بنت إمبراطورية امتدت من البحر الأحمر جنوبا حتى تركيا شمالا وحتى الفرات شرقا مستمرة من عام 2500 إلى 2400 قبل الميلاد. تضم سورية إضافة لذلك العديد من الحضارات والمدن والممالك مثل مملكة ماري، وأوغاريت، وراميتا، والبارة، ودورا أوربوس، وسرجيلا، وكرك بيزة، وجرارة، وقاطورة، وعين دارة، وشمس، وباصوفان، والنبي هوري، وأرواد، وقطنا، وشهبا/ فيليبولس، وقنوات، وصلخد، وأفاميا، وحمو كار، وبعودة، والمناره، وتوتال، ودير سنبل، وإيمار، والدانا، وسرمدا وغيرها العشرات من المدن.
إن كثرة الحضارات التي قامت وتقاطعت فوق الأرض السورية والغنى الكبير للمواقع التاريخية التي تعود لكافة العصور والحضارات تجعلها تجعل سورية مدخل وبوابة للتاريخ، فقد قامت على أرض سورية حضارات كثيرة وسكنها شعوب شتى يمكن تعدادها على الترتيب:السومريون، الأكاديون، الكلدان، الكنعانيون، الآراميون، الحيثيون، البابليون، الفرس، الإغريق، الرومان، النبطيون، البيزنطيون، العرب، وجزئيا الصليبيون، وأخيرًا كانت تحت سيطرة الأتراك العثمانيون كما أنها خضعت للانتداب الفرنسي بين عامي 1920 و1946

### حضارة إبلا

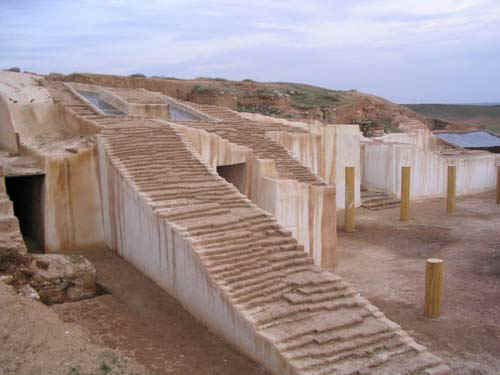
إبلا

إبلا  (بالعربية القديمة: عُبيل) مدينة أثرية سورية قديمة كانت حاضرة ومملكة عريقة يقال أن ظهورها يعود إلى 3000 قبل الميلاد. وبدأت ببناء حضارتها عن طريق التجارة مع السومريين والأكاديين حيث ازدهرت في شمال غرب سورية وبسطت نفوذها على المناطق الواقعة بين هضبة الأناضول شمالًا وشبه جزيرة سيناء جنوبًا، ووادي الفرات شرقًا وساحل المتوسط غربًا. كشفت عنها بعثة أثرية إيطالية من جامعة روما يرأسها عالم الآثار باولو ماتييه كانت تتولى التنقيب في موقع تل مرديخ قرب بلدة سراقب محافظة إدلب السورية على مسافة نحو 55 كم جنوب غرب حلب في سورية. انتهت إمبراطورية إبلا بسيطرة سارغون الأكادي عليها حوالي 2260 قبل الميلاد، لكن الأموريين استعادوا المدينة بعد عدة قرون، وازدهرت مجددا في بدايات الألفية الثانية قبل الميلاد وبقيت إلى حين قيام الحثيين. لقد اكتشف في مملكة إبلا في أول غرسة زيتون تعود لعام 2200 قبل الميلاد. وتعد سورية الموطن الأول لشجرة الزيتون.
اكتشفت آثار إبلا في عام 1975 بواسطة بعثة أثرية إيطالية من جامعة روما برئاسة باولو ماتييه. وعثر في الموقع على أرشيف يحوي حوالي 15,000 لوحا مسماريا يقدر أنها تعود إلى 2250 قبل الميلاد ومكتوبة بخط مسماري مشتق من الخط المسماري السومري ولكن اللغة هي لغة سامية غير معروفة سابقا تعرف الآن بلغة إبلا، وهي من أقدم اللغات السامية المعروفة ومرتبطة بشكل وثيق بما أطلق عليه Gelb الأكدية القديمة.

### مملكة ماري

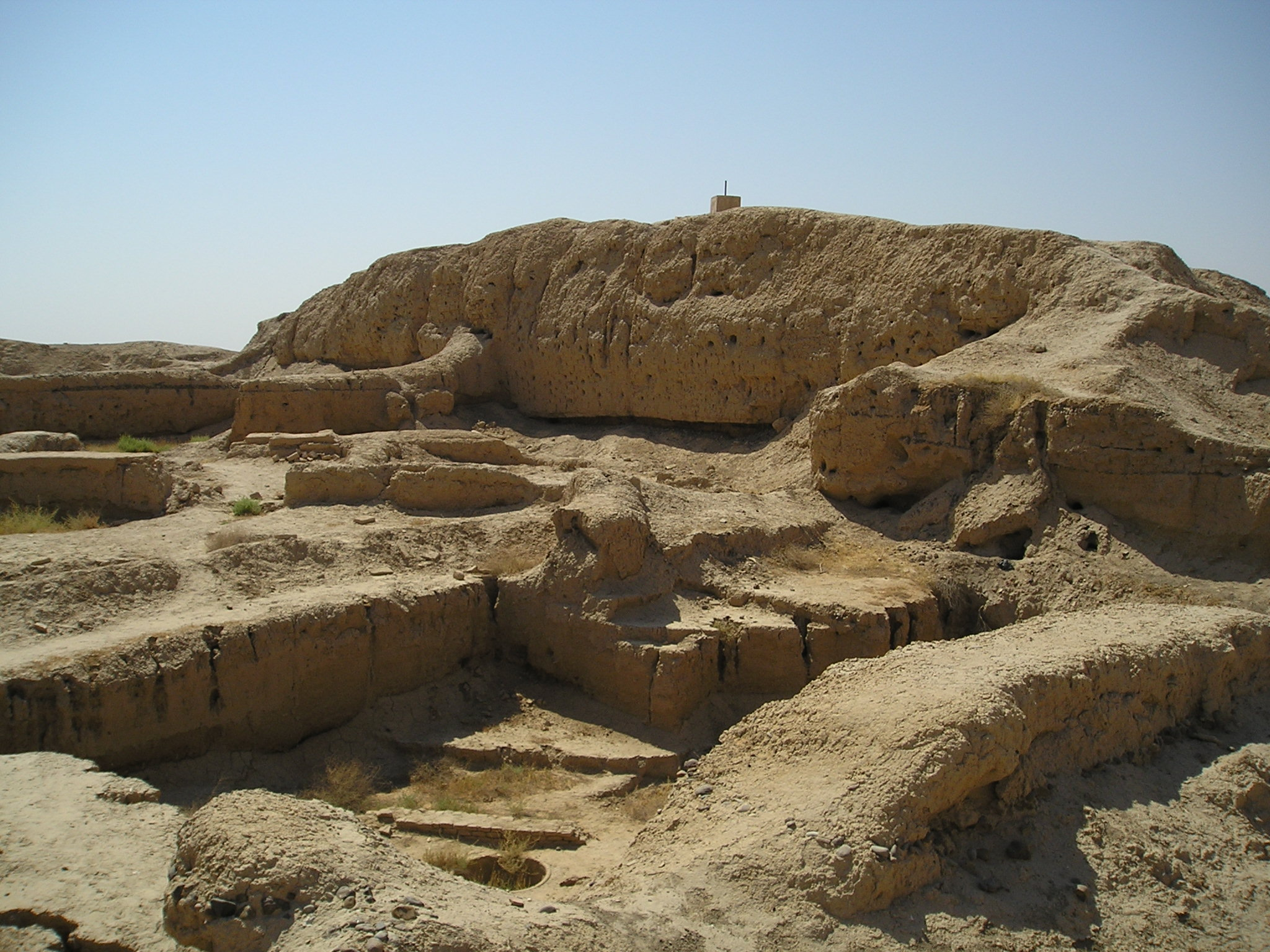
مملكة ماري

مملكة ماري هي إحدى الممالك السورية القديمة التي ازدهرت في الألف الثالث قبل الميلاد.
وذكر علماء الآثار والمراجع التاريخية والباحثون أن حضارة مزدهرة أنارت بتطورها وقوانينها وتجارتها العالم القديم هي مملكة ماري التي قامت في سورية حوالي عام 2900 قبل الميلاد. وكان تأسيس هذه المملكة عن طريق سلطة اجتماعية وسياسية ملكية كان لها حضور قوي وموقع دعم في المنطقة على نهر الفرات في سورية، فقامت حضارة عريقة متأصلة ارتقت بين الحضارات هي ماري. وكان لمدينة ماري عاصمة المملكة دورا هاما في الطريق التجاري الذي يتبع مسلك الفرات في سورية الداخلية. ويعتقد أن الخارطة الجغرافية المتغيرة للمنطقة آنذاك حفزت نشوء كثير من المدن الجديدة في سورية امتدادا من الساحل إلى الداخل وفي بلاد الجزيرة السورية وما بين النهرين، فكانت ماري ميناء على نهر الفرات ترتبط مع النهر بقناة مجهزة للملاحة النهرية واستقبال المراكب والسفن التجارية، فكانت ماری صلة الوصل بين الطرفين فهي تتوسط المسافة بينهم، فقامت وازدهرت حضارة من أهم الحضارات القديمة لذلك اعتني بعاصمة المملكة وهي مدينة ماري ومرافقها لتكون أحد أهم الحضارات المتطورة.
'ماري': - أما مدينة ماري والتي تقع على نهر الفرات على مسافة 11 كم شمال شرق البوكمال فهي مدينة سومرية قديمة أصلًا، ويعتقد أنها كانت مأهولة منذ الألف الخامسة قبل الميلاد. عثر في المدينة التي اكتشفت في ثلاثينات القرن العشرين بواسطة بعثة فرنسية على أكثر من 25,000 لوحا مسماريا مكتوبا بالأكدية القديمة حسب تقسيم Gelb، والخط المستخدم في كتابة الأكدية القديمة -كما هو ذاك المستخدم في كتابة لغة إبلا- هو خط مشتق من الخط السومري ويتميز عن الخطوط الأكدية السرجونية والبابلية-الأشورية باعتماده الكبير جدا على اللوغوغرامات السومرية مما يجعل قراءته عسيرة للغاية.
بعد نشوء مملكة أكد في جنوب ما بين النهرين في القرن 23 قبل الميلاد على يد سرجون أكد تم غزو وتدمير مدينتي ماري وإبلا.

### أوغاريت

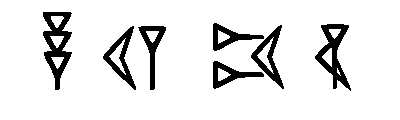
حروف أوغاريتية

أوغاريت (اللفظ: أوگاريت).هي مملكة قديمة تقع أطلالها في موقع رأس شمرا تتبع محافظة اللاذقية في سورية على مسافة 12 كم إلى الشمال من مدينة اللاذقية على ساحل البحر المتوسط وفيها تم العثور على أقدم أبجدية عرفها التاريخ.
أوغاريت مدينة أثرية قديمة، وقد بينت الحفريات أن موقع رأس شمرا يشمل على حوالي 20 سوية أثرية (استيطان) تعود حتى العام 7500 ق.م. إلا أنه مع حلول الألف الثاني قبل الميلاد تضخم الاستيطان في الموقع لتتشكل ما عرف باسم أوغاريت. هذا الاسم الذي كان معروفًا قبل اكتشافها- صدفة في العام 1928 م- من خلال ذكرها في نصوص مملكة ماري، حيث تذكر النصوص زيارة الملك زميري ليم في العام 1765 ق.م لأوغاريت، من رقيم آخر عثر عليه أيضًا في وثائق ماري، وهو عبارة عن رسالة من ملك أوغاريت إلى ملك يمحاض بعاصمتها حلب، يرجوه فيها أن يطلب من ملك ماري (مملكة ماري على نهر الفرات في سورية) أن يسمح له بزيارة قصر ماري الذي كان ذائع الصيت في ذلك الوقت، وإن دل هذا على حرص أوغاريت على إقامة علاقات طيبة مع ملك ماري فإنه يدل في نفس الوقت بأنه يحرص أن تكون هذه العلاقة عن طريق وبمعرفة ملك يمحاض القوي. وكذلك ورد ذكر أوغاريت في النصوص الحثية المكتشفة في الأناضول وسورية ورسائل تل العمارنة المكتشفة في مصر. وتبين من الحفريات أن أوغاريت كانت عاصمة لمملكة بلغت مساحتها 5425 كم مربع تقريبًا في القرنين الخامس عشر والثاني عشر قبل الميلاد، وهي فترة ازدهار المملكة.
في العصر السوري الوسيط أي في الألف الثاني ق.م كان شمال سوريا مسرحًا للميتانيين ثم الحثييّن، وهم من أصول غير سامية، وكانوا في نزاع مع النفوذ المصري. حتى إذا جاء تحتموس الثالث استطاع التغلب في قادش(تل النبي مندو) على الحثييّن. وجرى تقاسم النفوذ في سوريا، فأصبح الشمال تحت النفوذ الميتاني، ولكن الحثييّن تمكنوا من التغلب على الميتانيين واحتلوا مكانهم.فتصدى لهم المصريون الذين شنوا معركة قادش الثانية بقيادة رمسيس الثاني ضد الحثييّن بقيادة مواتاليش
ولقد أبانت ألواح أوغاريت أن شعوب البحر المتوسط قد أتت نهائيًا على نفوذ الحثييّن الذين تركوا في موقع عين دارة آثارهم الرائعة،
وتعود حضارة أوغاريت إلى هذه الحقبة، وكانت زاهرة بفضل تجارتها الواسعة وأسطولها وبفضل الاحتكاك مع ثقافات أخرى، حثية ومصرية وايجية، ولقد اكتشفت هذه الحاضرة منذ عام 1929، كما تم اكتشاف مرفأ المينة البيضا بالقرب من اللاذقية. وفي المدينة حي سكني وقصر ملكي، وإلى الغرب معبد بعل، ومنطقة تجارية وصناعية تنتج المعادن الثمينة والمنسوجات. ويعد رأس ابن هاني امتدادًا لها. ونستطيع أن نضيف مدينة إيمار مسكنة إلى قائمة الحواضر التي ازدهرت في العصر السوري الوسيط، وكانت إيمار مرفأ على الفرات استطاع أن يتوسط التجارة بين ماري والساحل السوري.

### الممالك الآرامية
خلال الألفية الثالثة والثانية قبل الميلاد، قامت في سوريا حضارات كثيرة: الكنعانيون، الأموريين، الفينيقيون، الأراميون. حكم الكنعانيون معظم المناطق السورية أما الفينيقيين فقد استوطنوا على امتداد الساحل السوري مؤسسين إمبراطورية بحرية في منطقة غرب سوريا وامتد ممالك الاراميون في معظم أنحاء البلاد السورية.

#### الممالك الآرامية السورية
- مملكة فدان آرام وعاصمتها حران
- مملكة أرام النهرين بين الفرات والخابور
- مملكة بت بخياني وعاصمتها غوزانا على نهر الخابور
- مملكة بت عديني وعاصمتها تل بارسيب في الجزيرة السورية
- مملكة بت اغوشي وعاصمتها أرفاد تل رفعت شمال حلب
- مملكة سمآل في جبال الامونوس شمال غرب سوريا
- مملكة آرام حماة وعاصمتها حماة
- مملكة آرام معكا في الجولان
- مملكة صوبا في سهل البقاع
- مملكة حبشور جنوب دمشق حتى نهر اليرموك
- مملكة آرام دمشق وعاصمتها دمشق

في نهاية النصف الأول من الألف الثاني ق.م ابتدأ ظهور الآراميين في سوريا، وبعد أن تم استقرارهم انتشروا في أنحاء واسعة مشكلين ممالك متجانسة في اللغة والحضارة والعقيدة،

### العصر الآشوري
في العصر السوري الحديث، كانت السيطرة من حظ الآشوريين، ومن أشهر حواضر هذا العصر، مدينة حداتو أرسلان طاش وبارسيب تل أحمر وغوزانا تل حلف وفي هذا العصر حاول شولمانو- اشارئد الثالث عام 853 ق.م الاستيلاء على دمشق، فتصدى له حلف من الدويلات الآرامية وشارك معهم جندبو الأعرابي، وردوه.

## العصر الهلنستي

### الغزو المقدوني

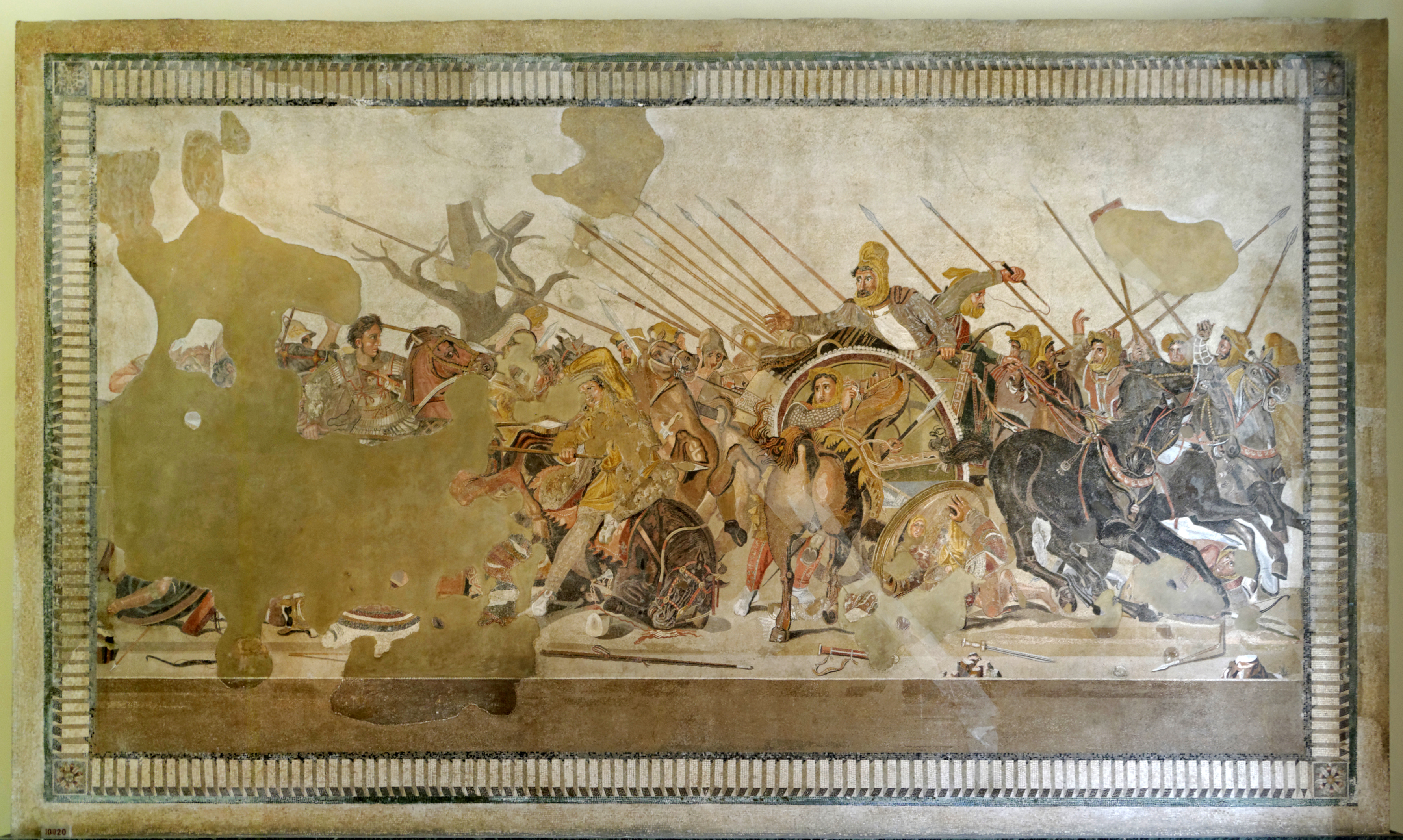
الإسكندر مواجها داريوس في معركة إبسوس

غزا الإسكندر الأكبر المقدوني الإمبراطورية الفارسية الأخمينية في عام 334 قبل الميلاد، وبعد انتصاراته في آسيا الصغرى وصل إلى شمال سورية في عام 333 قبل الميلاد واشتبك مع الفرس مجددا في معركة إسوس الفاصلة والتي قاد الفرس فيها الإمبراطور داريوس الثالث بنفسه وأسفرت عن هزيمة منكرة للفرس فر على إثرها داريوس تاركا زوجته وأمه وبناته سبايا لدى الإسكندر. وبعد هذا الانتصار سار الإسكندر في سورية حتى وصل إلى صور في عام 332 قبل الميلاد وحاصرها حصارا شهيرا نكل على إثره بأهلها.

### حروب ملوك الطوائف (الخلفاء)
توفي الإسكندر في بابل عام 323 قبل الميلاد بدون أن يخلف وريثا، فتقاسم قادة جيشه الإمبراطورية التي خلفها، وكانت سورية من نصيب لاومدون المتليني Laomedon of Mytilene، وبابل من نصيب سلوقس نيكاتور، أما مصر وليبيا وجزيرة العرب فذهبت لبطليموس.

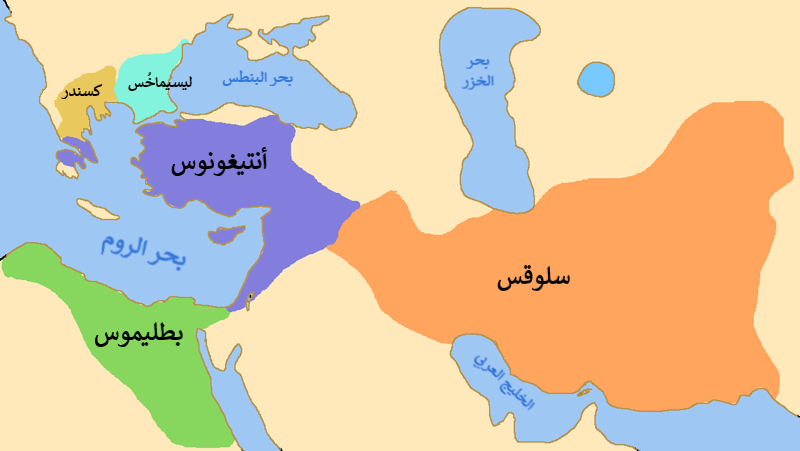
الوضع بعد عودة سلوقس إلى بابل وانتصاره في الحرب البابلية.

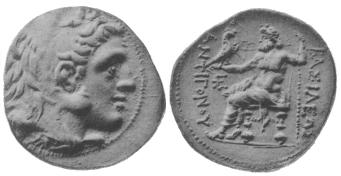
أنتيغونوس الأعور على قطع نقدية

ثم بدأ التنازع بين الخلفاء اليونانيين على الأراضي، فاندلع ما يعرف بحروب ملوك الطوائف (الحروب الديادوخية) بين ورثة الاسكندر، فغزا بطليموس فينيقيا وسورية الجوفاء Coele-Syria عام 318 قبل الميلاد، بعدها غزا أنتيغونوس الأعور سورية بأكملها في عام 313 قبل الميلاد قادما من الشمال، وكان قد غزا بابل في عام 315 مما سبب هروب سلوقس إلى بطليموس وتحالفه معه. ثم عاد بطليموس مجددا واستولى على سورية الجوفاء بعد انتصاره على ديميتريوس ابن أنتيغونوس في معركة غزة عام 312 قبل الميلاد، ورغم أن هذا كان انتصارا مؤقتا عاد بعده أنتيغونوس واستولى على سورية الجوفاء إلا أنه سمح لسلوقس بالعودة إلى بابل والانتصار على أنتيغونوس في الحرب البابلية.

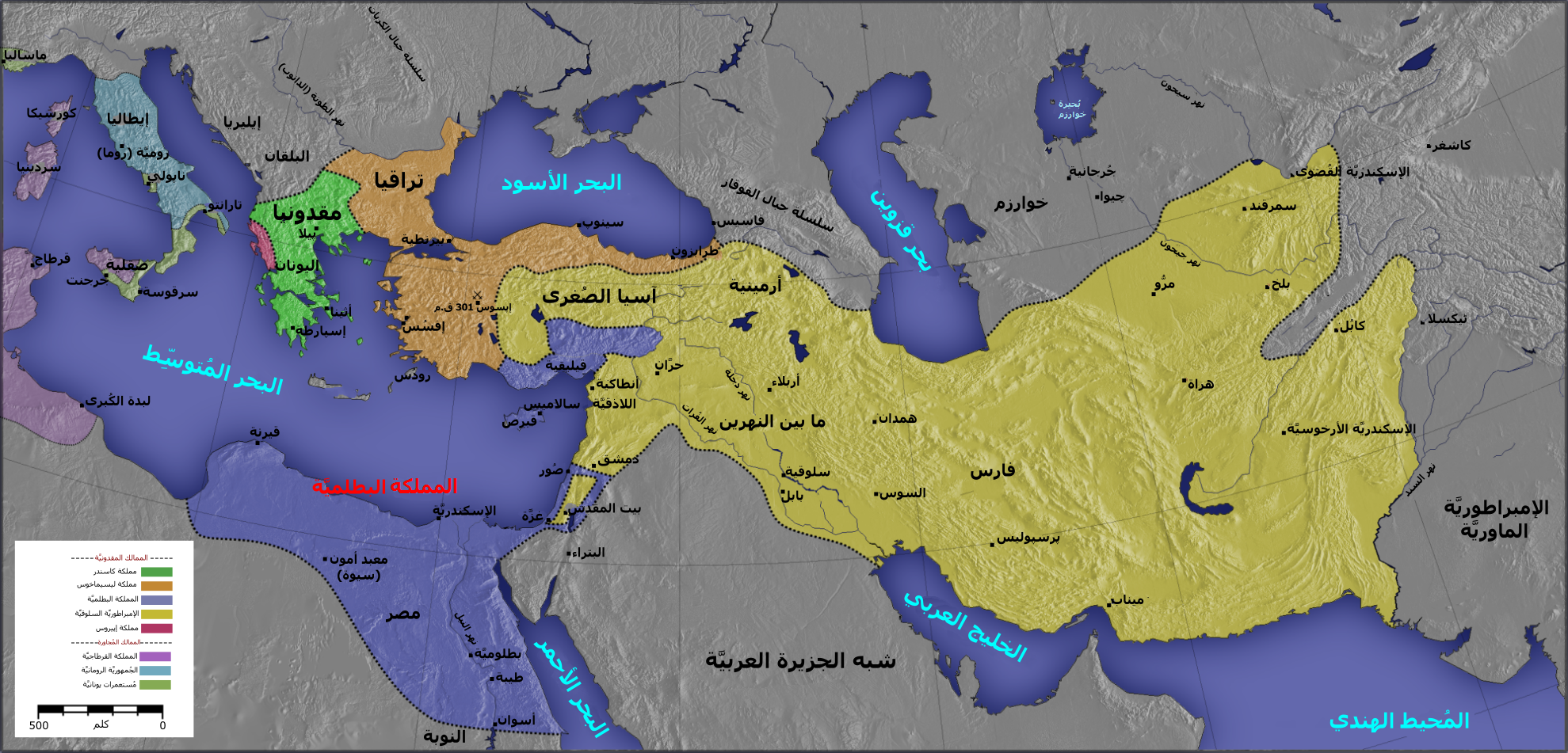
الإمبراطورية السلوقية في أقصى اتساعها

واستمر النزاع بين بطليموس وأنتيغونوس على سورية الجوفاء إلى أن هزم أنتيغونيوس وقتل في معركة إبسوس Ipsus بعد أن تحالف ضده ثلاثة من الخلفاء (الديادوخات) أحدهم سلوقس. وبعد هذه المعركة آلت سورية إلى سلوقس الذي سمح لبطليموس بالاحتفاظ بسورية الجوفاء عرفانا له بجميله عندما أخرج أنتيغونوس سلوقس من بابل.

### الإمبراطورية السلوقية
بعد هزيمة أنتيغونوس أمست تحت سيطرة سلوقس إمبراطورية شاسعة تمتد من سوريا للهند، أي أن إمبراطورية الإسكندر الأكبر كانت بأكملها تحت سيطرته باستثناء آسيا الصغرى وتراقيا واليونان ومصر. فعقد سلوقس العزم على غزو آسيا الصغرى وتراقيا واليونان، وكان له أن غزا آسيا الصغرى ولكنه اغتيل قبل أن يعبر إلى تراقيا عام 281 قبل الميلاد.

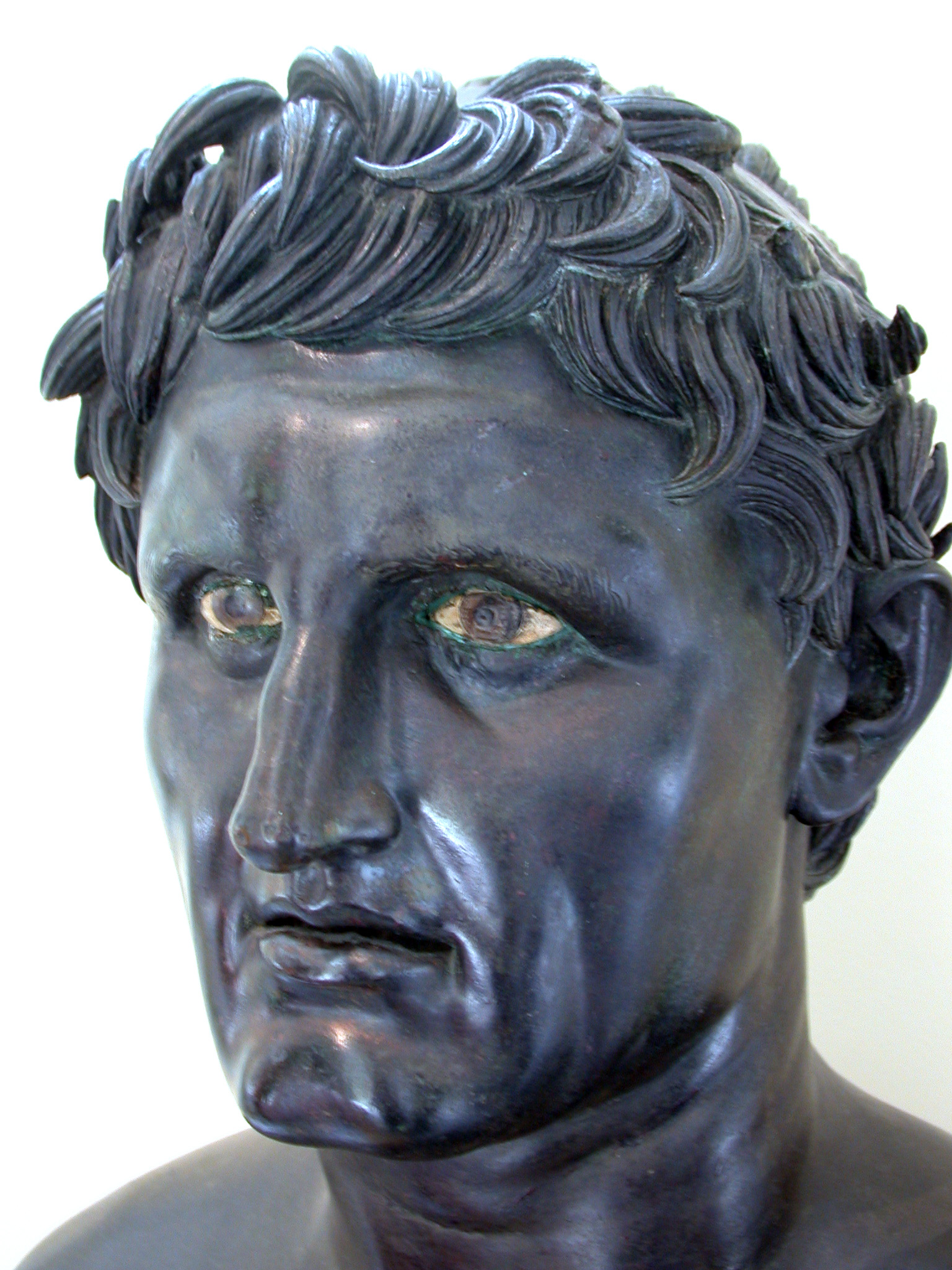
سلوقس الأول نيكاتور

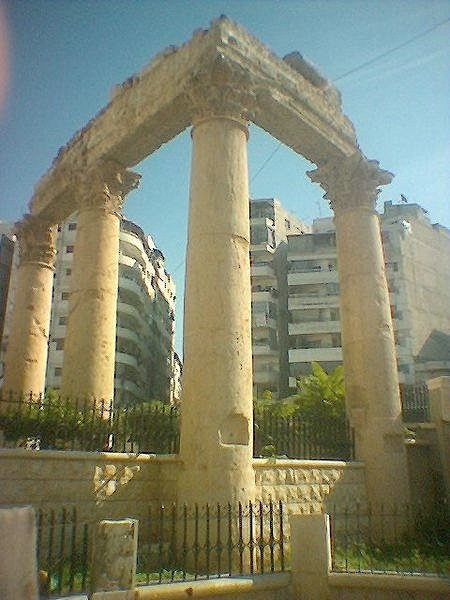
الاعمدة المتبقية من معبد باخوس، اللاذقية

بعد حصول سلوقس على سورية بعد معركة إبسوس جعل منها مركزا لإمبراطوريته، وأعاد بناء أربع مواقع على شكل مدن جديدة واستجلب المستوطنين من اليونان ليقيموا في هذه المدن التي عرفت بالتترابولس السوري وهي:
- أنطيوخية على العاصي Antiochia ad Orontem، وهي مدينة أنطاكية في لواء الإسكندرون السليب، سماها سلوقس على اسم والده أنطيوخس Antiochus وجعل منها عاصمة لإمبراطوريته، وقد ازدهرت مدينة أنطاكية في العصر الهيليني ازدهارا عظيما حتى جاوز عدد سكانها الـ 500,000 مما جعلها في بدايات الحقبة الرومية ثالث أكبر مدينة في العالم بعد روما والإسكندرية التي بناها الإسكندر في مصر. وكانت أنطاكية إحدى أرقى مدن العالم ومنافسة للإسكندرية على زعامة مدن الشرق. وتعتبر أنطاكية مهد الديانة المسيحية خارج فلسطين حيث أن أهلها كانوا أول من اعتنق المسيحية من غير اليهود. وظلت أنطاكية عاصمة لسورية طوال العصر الرومي والبيزنطي حتى الفتح الإسلامي.
- سلوقية بييرية Seleucia Pieria، وكانت مرفأ مدينة أنطاكية.
- لاوديقية على البحر Laodicea ad Mare، وهي اللاذقية، سماها سلوقس على اسم أمه Laodice.
- أفاميا Apamea، وتقع على بعد 55 كم شمال غرب حماة، كان فيها بيت مال الدولة السلوقية وكانت من أهم المدن السورية. ظلت مزدهرة طوال العصر الرومي والبيزنطي حتى دمرها الفرس الساسانيون أثناء غزوهم لسورية في القرن السابع الميلادي، وبعد الفتح الإسلامي تم إعمارها وعرفت باسم فامية وظلت مدينة مهمة حتى دمرها زلزال عام 1152 ميلادية في زمن الحروب الصليبية.

#### الحروب السورية
بعد وفاة سلوقس بدأ خلفاؤه بمحاولة توسعة الدولة في آسيا الصغرى وسورية، وأدى هذا إلى نشوء سلسلة من الحروب بين السلوقيين والبطالمة في مصر في القرنين الثاني والثالث قبل الميلاد عرفت بالحروب السورية تنازع فيها الجانبان على سورية الجوفاء والتي كانت تشكل نقطة عبور إستراتيجية إلى مصر وتهديدا للحكم البطليمي فيها في حال سقوطها بيد السلوقيين.
تمكن أنطيوخس الثالث الكبير من السيطرة على سورية الجوفاء نهائيا إثر انتصاره على بطليموس الخامس في معركة بانيوم عام 198 قبل الميلاد خلال الحرب السورية الخامسة، ووقع الاثنان معاهدة عام 195 قبل الميلاد اعترف فيها بطليموس بسيادة السلوقيين على سورية الجوفاء وذلك لكي يتفرغ لمواجهة الاضطرابات الداخلية الجسيمة التي كانت تعانيها مصر في حينه. استنزفت الحروب السورية كلا من السلوقيين والبطالمة وتركتهما في النهاية عرضة للغزو على يد الروم والفرس البارثيين.

#### الحرب الرومية-السورية
مع صعود الجمهورية الرومية في الغرب اندلعت حرب باردة بين السلوقيين والروم تنازع فيها الطرفان على النفوذ في اليونان وآسية الصغرى، وتحولت هذه الحرب إلى حرب ساخنة في عام 192 قبل الميلاد مع اندلاع الحرب الرومية-السورية في عهد أنطيوخس الثالث والتي دامت أربع سنوات وشمل القتال فيها اليونان وبحر إيجة وآسية الصغرى.

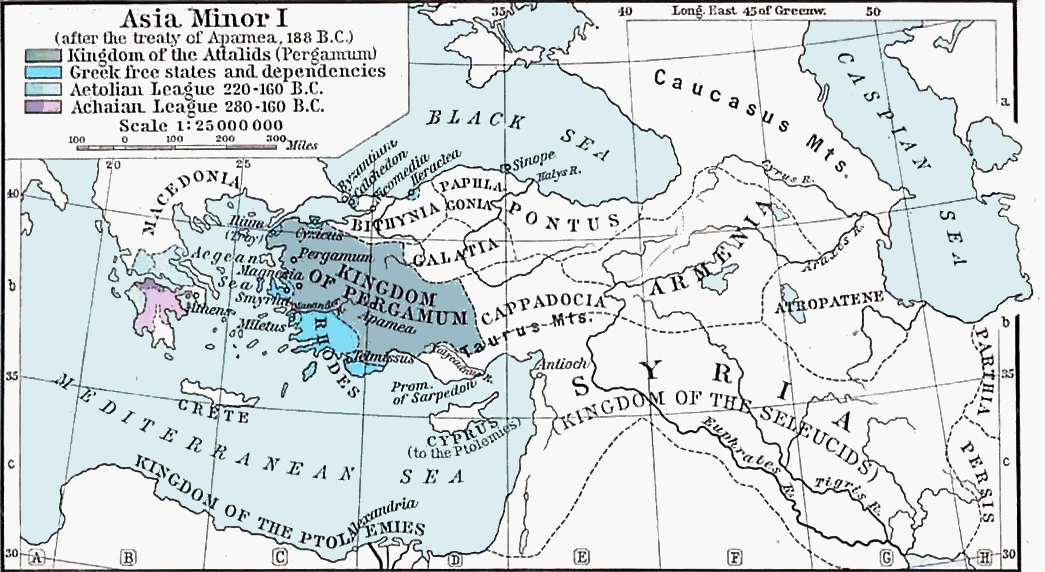
خريطة آسية الصغرى وسورية وفقا لمعاهدة أفاميا عام 188 قبل الميلاد

انتهت الحرب بهزيمة كارثية لأنطيوخس حيث اقتضت معاهدة أفاميا التي أنهت الحرب انسحاب السلوقيين من آسية الصغرى إلى ما خلف جبال طوروس مما أدى إلى سقوط آسية الصغرى في أيدي حلفاء روما، وأجبر أنطيوخس على دفع تعويضات حرب هائلة بلغت 15,000 طالنطا من الفضة، وكان من أهم نتائج الحرب أيضا انسحاب النفوذ السلوقي من اليونان مما أدى إلى وقوعها تحت الهيمنة الرومية وصارت روما هي القوة الكبرى الوحيدة المهيمنة في البحر الأبيض المتوسط.

#### الحرب السورية السادسة

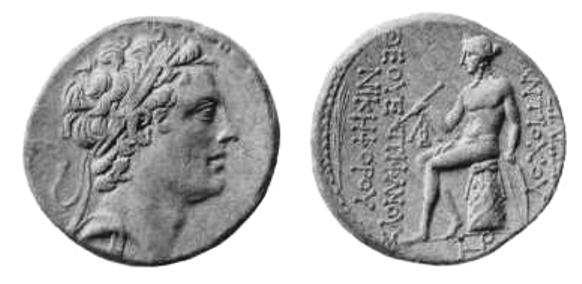
أنطيوخس الرابع الظاهر Antiochus IV Epiphanes

عاد البطالمة وحاولوا غزو سورية الجوفاء مجددا في الحرب السورية السادسة عام 170 قبل الميلاد، ولكن محاولتهم انتهت بهزيمة كبيرة وقيام أنطيوخس الرابع بغزو مصر وحصار عاصمتها الإسكندرية.فاضطر أنطيوخس لإنهاء الحصار والعودة في عام 169 ق.م بسبب قيام ثورة اليهود المكابيين في المقاطعة اليهودية، ولكنه عاد وغزا مصر مجددا بعد ذلك واستولى على قبرص التي كانت تابعة للبطالمة. استنجد البطالمة بالروم قبل وصول أنطيوخس إلى الإسكندرية فأرسل مجلس الشيوخ الروماني مبعوثا إلى الإسكندرية هو غايوس بوبيليوس لاينس والذي خرج لاستقبال أنطيوخس على مشارف الإسكندرية وأبلغه بأنه يحمل إنذارا له من مجلس الشيوخ الروماني يطالبه بالانسحاب من مصر وقبرص فورا، وعندما طلب أنطيوخس مهلة للتفكير رسم بوبيليوس دائرة حوله في الرمال وأخبره أن عليه أن يقرر قبل أن يخطو خارجها. فاختار أنطيوخس الإذعان وبهذا انتهت الحرب السورية السادسة ومعها آمال أنطيوخس في ضم مصر إلى حكمه.

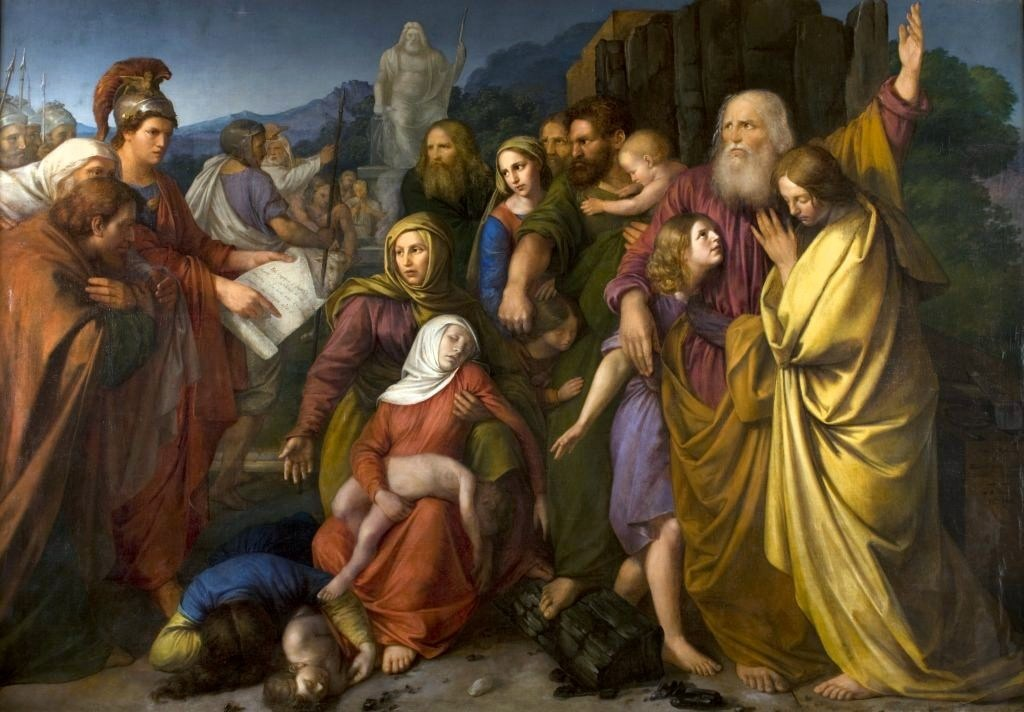
المقبيون

#### الهلينة وثورة المكابيون
كانت سياسة الدولة السلوقية في أراضيها هي الهلينة (اليوننة)، وعنى هذا فرض الثقافة واللغة اليونانية، وخلال العصر الهلينستي قدمت أعداد كبيرة من المستوطنين اليونانيين إلى سورية وصارت اللغة اليونانية (الكوينه) هي اللغة الرئيسية، غير أن اللغة الآرامية ظلت اللغة المستخدمة والمحكية، خاصة في الريف.
كانت بعض سكان سورية الجوفاء في العصر الهلينستي من اتباع الديانة اليهودية، ورغم أن قسما كبيرا من اليهود تهلين لغة وثقافة -حاله كحال بقية المجموعات في البلاد- إلا أن قسما آخر رفض الهلينة وخاصة في منطقة المرتفعات الجنوبية من فلسطين والمعروفة حينها بيهوده Iudaea (باللاتيني: يودايا) والتي تحوي المعبد المركزي لليهوديةبيت المقدس ويتميز سكانها بمحافظتهم على استخدام اللغة العبرية في العبادات وأمور الدين بدلا من الآرامية واليونانية اللتان كانتا محكيتين في بقية أنحاء فلسطين السورية.
كانت سياسة البطالمة بخلاف السلوقيين تتميز باحترام أكبر للخصوصيات الثقافية والدينية، وعندما استقر الحكم في المقاطعة اليهودية للسلوقيين في عهد انطيوخوس الرابع بدأ أنطيوخس في دعم التيار المؤيد للهلينة فيها، وتدخل بشكل كبير في تعيينات الكهنة اليهود وقام بفرض الكهنة الذين يوافقون توجهاته دون احترام لآراء اليهود المحافظين. وعندما ثار المحافظون وقاموا بخلع الكاهن الأعلى مينيلاوس والذي نصبه أنطيوخس أعاد أنطيوخس تنصيبه بالقوة، ثم شرع في إصدار قوانين ضد الديانة اليهودية بدءا من العام 167 ق.م إذ أصدر قانونا يحظر تقديم الأضاحي اليهودية ثم قانونا آخر يحظر الختان وعطلة السبت وباقي الأعياد اليهودية، ثم شُرع في نصب مذابح للآلهة اليونانية وتقديم الأضاحي للإله اليوناني زيوس على مذبح الهيكل اليهودي وبلحوم حيوانات محرمة في الشريعة اليهودية وغيرها من الممارسات التي رمت إلى هلينة المنطقة.

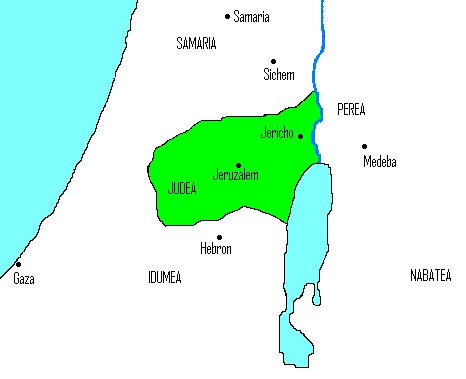
اليهودية تحت سيطرة يهودا المكابي

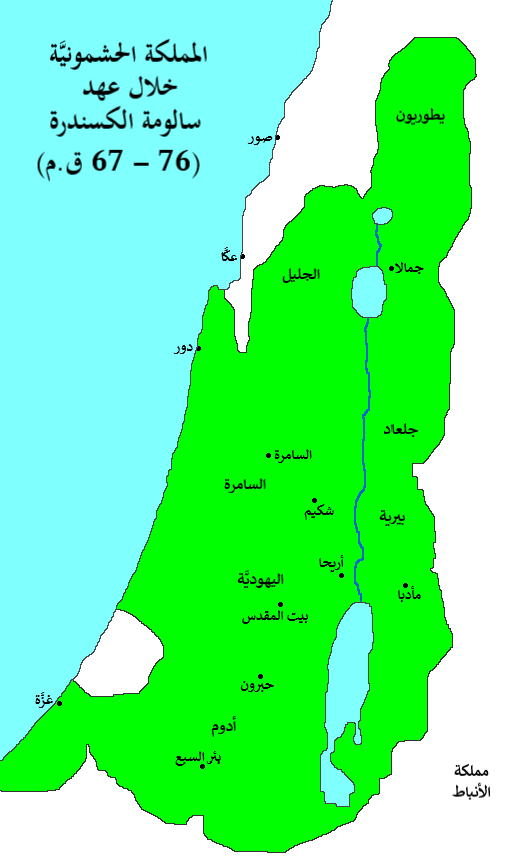
المملكة الحشمونية في أقصى اتساعها

أدت هذه الممارسات إلى نشوء حركة التمرد المكابّيّة في عام 166 ق.م بزعامة يهودا المكابي، والتي بدأت في الريف على شكل مجموعات تقوم بتكسير المذابح اليونانية وقتل اليهود الذين يقدمون القرابين عليها وإجبار سكان القرى على إجراء الختان والالتزام بتعاليم الشريعة اليهودية، وتطورت هذه الحركة إلى حرب عصابات ضد الجيش السلوقي، انتهت بدخول المكابيون إلى بيت المقدس وإزالة رموز الديانات الأخرة من الهيكل وإعادة العمل بالشريعة اليهودية، ويحتفل عيد الحانوكة اليهودي بهذه المناسبة.
رد انطيوخوس الرابع بإرسال جيش كبير لسحق التمرد ولكن وفاته في ذاك العام أدت إلى رجوع الجيش، وأرسل جيش آخر في عهد سلفه ديمتريوس الأول Demetrius I تمكن من دخول بيت المقدس وإخضاعها، ولكن دخول الدولة السلوقية بعد ذلك في فترة من الانقسامات والصراعات الداخلية بالإضافة إلى تعرضها للضغط المتواصل من قبل روما والفرس البارثيين سمح بتحول يهوده بحلول عام 143 قبل الميلاد إلى شبه دولة مستقلة نالت اعتراف مجلس الشيوخ الرومي في عام 139 ق.م وعرفت السلالة المكابية الحاكمة لها بعد ذاك بالسلالة الحشمونية.

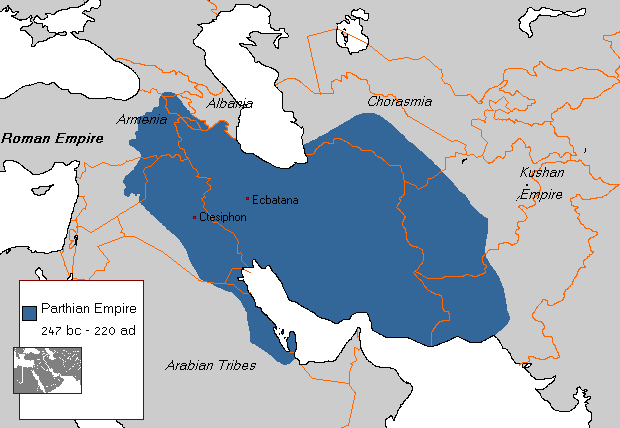
الإمبراطورية البارثية في أقصى اتساعها

#### الحرب الأهلية والانهيار
بعد وفاة أنطيوخس الرابع دخلت الدولة السلوقية في سلسلة من الحروب الأهلية بسبب النزاع على السلطة، وبحلول عام 145 ق.م كانت البلاد منقسمة إلى قسمين؛ قسم يحكمه أنطيوخس السادس ويشمل أنطاكية وما حولها وقسم يحكمه ديميتريوس الثاني من دمشق ويشمل شرق سورية الحالية وبابل وإيران.
ثم بدأت سلسلة الانهيارات في الدولة، إذ هُزم ديميتريوس الثاني أمام البارثيين في عام 139 ق.م وأسر وسقطت الهضبة الإيرانية بالكامل في أيدي البارثيين. واستطاع خلف ديمتيريوس الثاني وهو أنطيوخس السابع أن يوحد الدولة مجددا ولكنه هزم أيضا أمام البارثيين وقتل في المعركة عام 129 ق.م، وسقطت بابل بيد البارثيين. وكان هذا السقوط بداية التحول في المفهوم التاريخي لكلمة «سورية» Syria حيث أنه بعد ذاك التاريخ تغير مفهوم الكلمة من شمولها لكامل الهلال الخصيب إلى حصرها بساحل المتوسط فقط وهي المنطقة التي بقيت في يد السلوقيين ومن بعدهم الروم.
بعد مقتل أنطيوخس السابع انتهت الدولة السلوقية فعليا ودخل ما تبقى منها في حرب أهلية دامت أكثر من 65 عاما تنازع فيها أشخاص عديدون على السلطة وتعرضت البلاد خلالها للغزو أكثر من مرة.

## العصر الرومي

كان توسع مملكة بنطس (أخضر غامق) في آسيا الصغرى سبب اندلاع الحروب الميثريداتية بين بنطس والجمهورية الرومية (أحمر) والتي أدت في النهاية لاحتلال روما لآسيا الصغرى وسورية

### سورية مركز للامبراطورية الرومية الشرقية
بعد مقتل أنطيوخس السابع السلوقي دخل ما تبقى من الدولة السلوقية في حرب أهلية تنازع فيها عدة أشخاص على السلطة، واستفادت البلاد المجاورة من بقاء السلوقيين كمنطقة عازلة، حيث كانت روما تخوض الحرب الميثريداتية الأولى ضد مملكة بنطس الهلينستية في آسيا الصغرى، وكانت بارثية تعاني من غزو الإسقوث والصراع الداخلي.

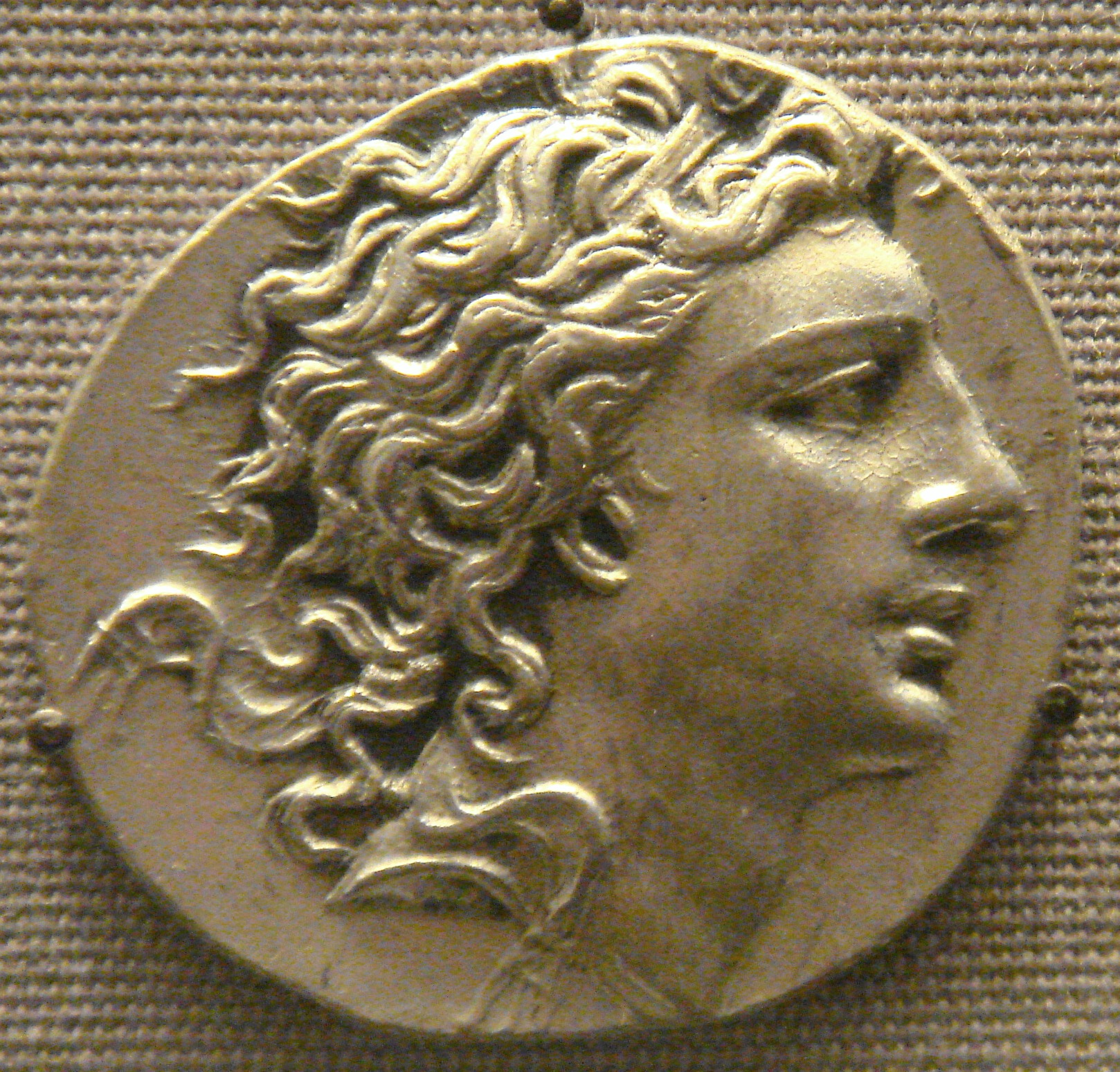
ميثريداتس السادس البنطي خاض ثلاثة حروب ضد روما سميت باسمه

غزا ملك أرمينية تيغران الكبير سورية وضمها إلى مملكته عام 83 قبل الميلاد بعد أن استدعاه أحد المتنازعين في الحرب الأهلية، ولكن بعض المدن بقيت خارج سيطرته ودانت بالولاء لسلوقس السابع الذي كان صبيا دون سلطة حقيقية.
في عام 73 قبل الميلاد استغل ملك بنطس ميثيدراتس السادس Mithridates VI اندلاع ثورة سيرتوريوس في المقاطعات الرومية في أيبيريا فشن هجوما على الروم، ولكن الروم سرعان ما رتبوا صفوفهم وأرسل مجلس الشيوخ القنصل لوكيوس ليكينيوس لوكلوس Lucius Licinius Lucullus ليواجه ميثيدراتس، وبذلك اندلعت الحرب الميثريداتية الثالثة في آسيا الصغرى.

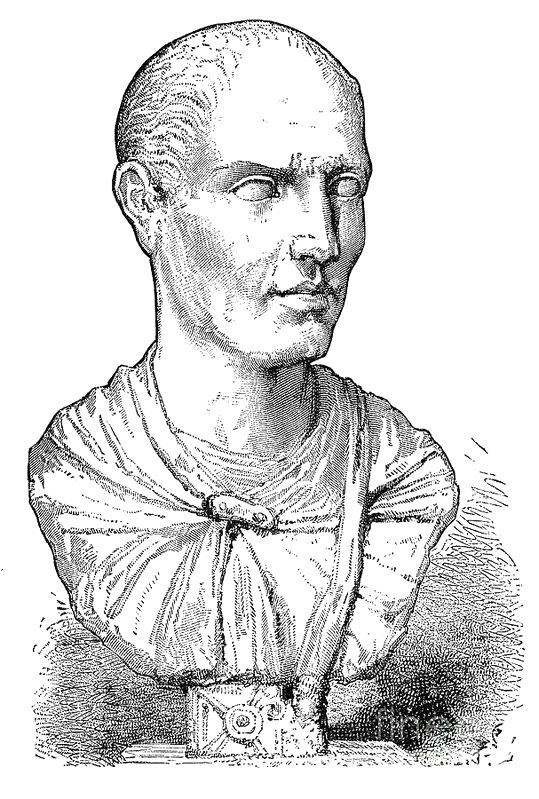
ليكينيوس لوكلوس أنهى حكم تيغران في سورية

هزم ميثيدراتس أمام لوكلوس وفر إلى أرمينية التي كان ملكها تيغران صهره وحليفه، وتبعه لوكلوس وغزا أرمينية، وبعد أن أزال لوكلوس سلطة تيغران عن سورية توج سكان أنطاكية أنطيوخس الثالث عشر ملكا في انطاكية السورية، وأقر لوكلوس هذا التتويج على أن يكون الملك الجديد مواليا لروما، ولكن الانقسام سرعان ما دب في المملكة السلوقية العائدة للحياة حيث نازع فيليب الثاني أنطيوخس على السلطة.
رغم أنتصارات لوكلوس العسكرية على تيغران وميثيدراتس إلا أنه لم يتمكن من إلقاء القبض على أي منهما وواجه تمردا في جيشه مما دعى مجلس الشيوخ إلى استبداله ببومبيوس الكبير Pompeius Magnus والذي كان قبلها مشغولا بقمع الثورة في هيسبانيا.
تابع بومبيوس الحرب ضد تيغران وميثيدراتس، وفي عام 66 ق.م استسلم تيغران فعامله بومبيوس بكرم وسمح له بالبقاء ملكا على جزء من مملكته السابقة على أن يكون مواليا لروما. ثم تابع بومبيوس مطاردة ميثيدراتس في القوقاز إلى أن انتحر الأخير عام 63 ق.م في شبه جزيرة القرم، وبهذا تحقق النصر الكامل لروما وصارت مملكة بنطس جزءا من مقاطعة بيثونيا وبنطس Bithynia et Pontus الرومية.

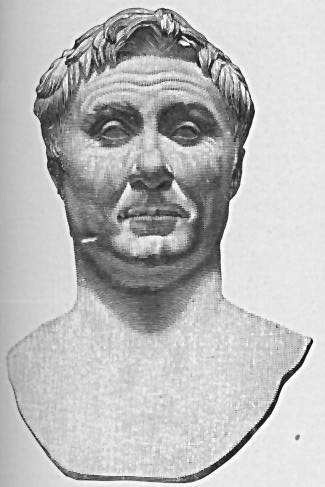
إغنايوس بومبيوس ماغنوس ضم سورية إلى الجمهورية الرومية عام 64 قبل الميلاد واعلنها مركز للامبراطورية الرومية في الشرق

في عام 64 ق.م عاد بومبيوس إلى سورية والتي كانت تشهد حربا أهلية بين أنطيوخس الثالث عشر وفيليب الثاني. ورغم محاولة الطرفين المتنازعين -خاصة فيليب- خطب ود بومبيوس إلا أن الأخير كان مقتنعا أنه لا جدوى من بقاء السلوقيين لكثرة مشاكلهم، فقام بعزل أنطيوخس واغتاله بواسطة زعيم قبلي عربي اسمه Sampsiceramus وأعلن تحويل سورية إلى مقاطعة رومانية سناتورية، ما يعني أنها صارت محكومة مباشرة من قبل مجلس الشيوخ (السنات) ويحكمها بروماجسترات promagistratus (ماجسترات سابق، والماجسترات هو موظف الدرجة الأولى في نظام روما الجمهوري) والذي قد يكون إما بروقنصل proconsuls (قنصل سابق، والقنصل يعادل رئيس الحكومة) أو بروبرايتور propraetors (برايتور سابق، والبرايتور يعادل الوزير). أما فيليب الثاني فقد بقي حيا بعد عزل أنطيوخس ورحل إلى مصر وظل هناك حتى عام 56 ق.م عندما اغتاله بروقنصل (حاكم) سورية أولوس غابينيوس Aulus Gabinius.
رغم أن تحول سورية إلى مركز الامبراطورية الرومية في الشرق جاء في أواخر عهد الجمهورية، إلا أن هذه الفترة التي كانت فيها سوريا مركزا هاما في الامبراطورية كانت حافلة بالأحداث الهامة في تاريخ الامبراطورية الرومية منها تجدد الحروب الرومية-البارثية واندلاع الحروب الأهلية الرومية التي سبقت نهاية العهد الجمهوري.

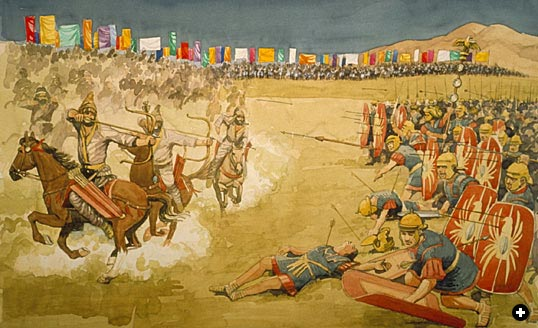
كانت هزيمة الرومان بقيادة ليكينيوس كراسوس أمام البارثيين في معركة قرهاي (حران) عام 53 قبل الميلاد إحدى أسوأ الهزائم في تاريخ روما

#### الحروب الرومية-البارثية
الحروب الرومانية-البارثية هي الجزء الأول من سلسلة الحروب الرومية-الفارسية والتي بدأت منذ احتكاك روما مع الفرس لأول مرة عام 92 قبل الميلاد واستمرت بلا نهاية حتى الفتح الإسلامي بعد أكثر من سبعة قرون.
كان مسرح هذه الحروب الهلال الخصيب، وكانت تمتد أحيانا لتصل إلى أرمينية والقوقاز. ورغم أن هذه الحروب كانت حروبا مروعة ومكلفة واستمرت لسبعة قرون إلا أنها لم تسفر عن أي تغير دائم في الحدود بين الإمبراطوريتين، حيث أنه رغم نجاح الفرس في احتلال سورية أو أرمينية أحيانا ونجاح الروم في احتلال ما بين النهرين أو أذربيجان أحيانا أخرى إلا أنه لم تكن لدى أي من الطرفين يوما القدرة الاستراتيجية على الاحتفاظ بالإقليم الذي يحتله، وهكذا فإن النتيجة دائما ما كانت انسحاب المحتل من الإقليم الذي احتله بعد نهبه وتدميره. وكان لاشتداد وتيرة هذه الحروب واشتداد شراستها خلال القرنين السادس والسابع الميلاديين أبلغ الأثر في إضعاف كلي الإمبراطورتين وتركهما فريسة سهلة للفتح العربي الإسلامي.

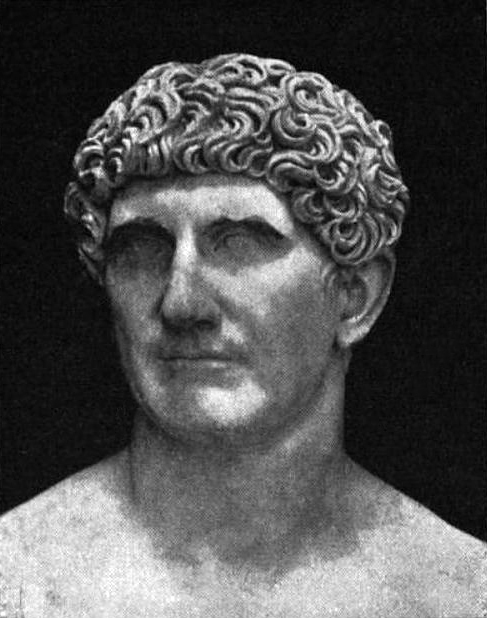
ماركوس أنطونيوس حليف يوليوس قيصر وصديقه الوفي وأحد طرفي الحرب الأخيرة في الجمهورية الرومية، كانت سورية إحدى قواعده الأساسية

عندما دخل بومبيوس سورية عام 64 ق.م كانت هناك هدنة بين الروم والبارثيين، ولكن هذه الهدنة انتهت مع قيام الجنرال الرومي ليكينيوس كراسوس بمحاولة غزو فاشلة لما بين النهرين عام 53 ق.م تكبد الرومان خلالها خسائر جسيمة في معركة معركة قرهاي Carrhae (قرهاي هو الاسم اللاتيني لحران)، ورد البارثيون بمحاولة غزو فاشلة أيضا لسورية عام 51 ق.م.
تدخل البارثيون أثناء الحرب الأهلية الرومية الكبرى أو ما يعرف بحرب قيصر حيث أرسلوا قوة لفك الحصار القيصري عن مدينة أفاميا والتي كان محاصرا فيها أحد الجنرالات الموالين لبومبيوس، وبعد انتهاء الحرب أعد قيصر حملة لغزو بارثية إلا أن اغتياله أدى إلى إلغاء الحملة. وفي الحرب الأهلية التي تلت اغتيال قيصر (حرب المحررين) تدخل البارثيون لنصرة بروتوس وكاسيوس قتلة قيصر ضد أنطونيوس وأوكتافيوس المطالبين بدمه، وبعد هزيمة الأولين في معركة فيليبي في اليونان تحالف البارثيون مع أحد الجنرالات الموالين لهما وقاموا بغزو سورية وتقدموا نحو آسيا الصغرى. ولكن انتهاء الحرب الأهلية سمح للروم بصد الغزو البارثي لآسيا الصغرى ثم التقدم نحو سورية وإخراج البارثيين منها بعد معركة عند البوابات السورية في لواء الإسكندرون حاليا.
وحاول البارثيون العودة مجددا عام 38 ق.م ولكنه تم صدهم وقتل قائد حملتهم باقوروس Pacorus.

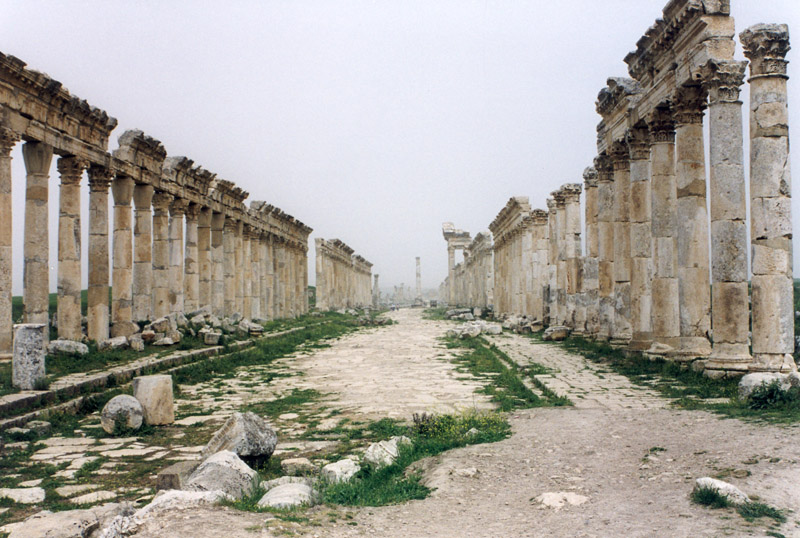
المحور الأكبر Cardo Maximus في أفاميا

وبعد أن أحكم الروم سيطرتهم على الأقاليم التي استعادوها قاد ماركوس أنطونيوس حملة ضخمة لغزو أذربيجان بالتعاون مع الأرمن، ولكن البارثيين صدوا الهجوم مكبدين الروم خسائر فادحة. وفي عام 33 ق.م عاد أنطونيوس مجددا إلى أرمينية سعيا لتشكيل حلف بينه وبين الميديين ضد بارثية وضد أوكتافيوس خصمه في روما، ولكنه اضطر للمغادرة بعد ذاك وسقطت المنطقة بكاملها في أيدي البارثيين.
نظرا لأهمية موقع سورية على الحدود مع الإمبراطورية البارثية أحد أخطر أعداء روما بالإضافة إلى احتوائها على إقليم اليهودية كثير التمرد فإنه دائما ما كانت هناك قوة عسكرية رومية كبيرة في سورية، وفي العصر الإمبراطوري الباكر (البرينسيسباتي) كان هناك ثلاثة فيالق على الأقل متمركزة بشكل دائم في سورية، وهذا الحجم الكبير للجيش السوري جعله دائما ورقة مهمة في الحروب الأهلية الرومية.

#### نهاية الحشمونين

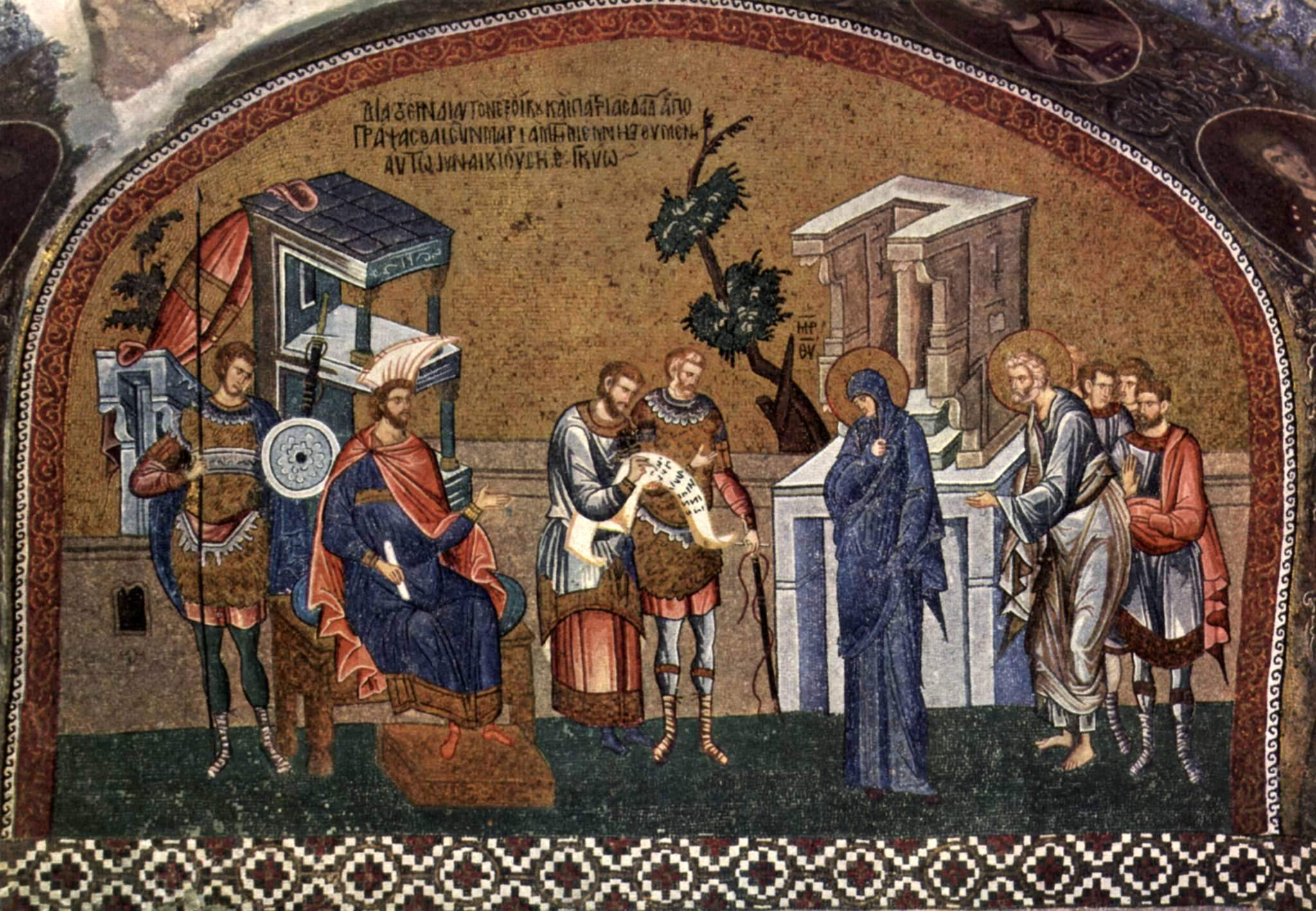
مريم العذراء ويوسف النجار يسجلان نفسيهما أمام حاكم سورية في التعداد العام الذي جرى عامي 6-7 ميلادية

أعطى بومبيوس عام 64 ق.م مملكة اليهودية وضعا خاصا حيث سمح لها بالبقاء ككيان يهودي على أن تكون تابعة إداريا لمقاطعة سورية الرومية، وهكذا فإن مملكة اليهودية في العهد الرومي لم تكن مملكة مستقلة تدور في فلك روما (بخلاف مملكة أرمينية ومملكة الأنباط اللتين سمح لهما بومبيوس بالاستقلال شرط الولاء لروما ودفع الجزية) ولم تكن اليهودية أيضا مقاطعة رومية مستقلة حيث لم يكن لها حاكم خاص بل كان يديرها برايفكت praefectus وهو مسؤول من الرتبة الإقوسطرية ordo equester وهي رتبة أدنى من الرتبة السناتورية ordo senatorius التي تكون لحكام المقاطعات، وبالتالي فإنه لم يكن يملك الكثير من صلاحيات حاكم المقاطعة والتي بقيت لدى حاكم سورية العام الذي كان مسؤولا عن إدارة جميع الأمور المالية والاقتصادية لليهودية ومن ذلك جمع الضرائب بالإضافة لمسؤوليته عن إجراء التعداد والإحصاء ومن ذلك الإحصاء الشهير الذي أجراه الحاكم كويرينيوس Quirinius في عموم سورية وفلسطين قبيل ولادة المسيح حسب لوقا 2:1-7. قام أولوس غابينيوس حاكم سورية في عام 55 ق.م بتقسيم اليهودية إلى خمس مناطق إدارية عرفت بـ Sanhedrins أو Synedrions (مجالس قانونية) ومنها السنهدرين.

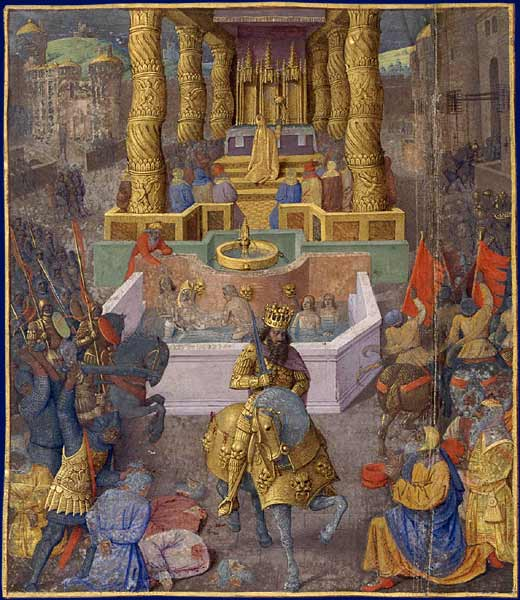
هيرود الأول ملكا في بيت المقدس عام 36 ق.م

عند الغزو البارثي لسورية واليهودية عام 40 ق.م أزيل ملك اليهودية الحشموني وحكام المناطق الإدارية من مناصبهم ونفي الملك إلى بارثية. كان هيرودوس الأول (هيرود) حاكم الجليل أحد الذين أزيحوا عن مناصبهم ولجؤوا إلى الروم. استغل هيرودوس علاقته مع الروم وتعاون الملك الحشموني الجديد مع البارثيين وأقنع مجلس الشيوخ بتعيينه ملكا على اليهودية عام 40 ق.م رغم أنه لا ينتمي إلى السلالة الحشمونية. وعندما استعاد ماركوس أنطونيوس سورية تم تنصيب هيرودوس ملكا على اليهودية وبذلك انتهى حكم السلالة الحشمونية. وبعد وفاته سنة 4 ق.م تقاسم أبناؤه الثلاثة اليهودية وكان أحدهم، وهو هيرودوس أنطيباس Herod Antipas، هو هيرودوس حاكم الجليل وبيرية خلال حياة يسوع المسيح حسب العهد الجديد.

#### ثورة اليهود الكبرى وهدم بيت المقدس
انتهت الجمهورية الرومية فعليا في عام 31 ق.م مع انتصار أوكتافيوس في معركة أكتيوم البحرية على الجيش المشترك لأنطونيوس وكليوباترا آخر ملوك البطالمة في مصر، ومن ثم حصول أوكتافيوس على العديد من الامتيازات والصلاحيات وآخرها حصوله من مجلس الشيوخ على لقبي أغسطس Augustus (العليّ/المبجل) وبرينسبس Princeps (المواطن الأول) في عام 27 ق.م، وبذلك صار أغسطس فعليا أول أباطرة الإمبراطورية الرومية تحت اسم أغسطس قيصر، رغم أن الجمهورية بقيت اسميا.

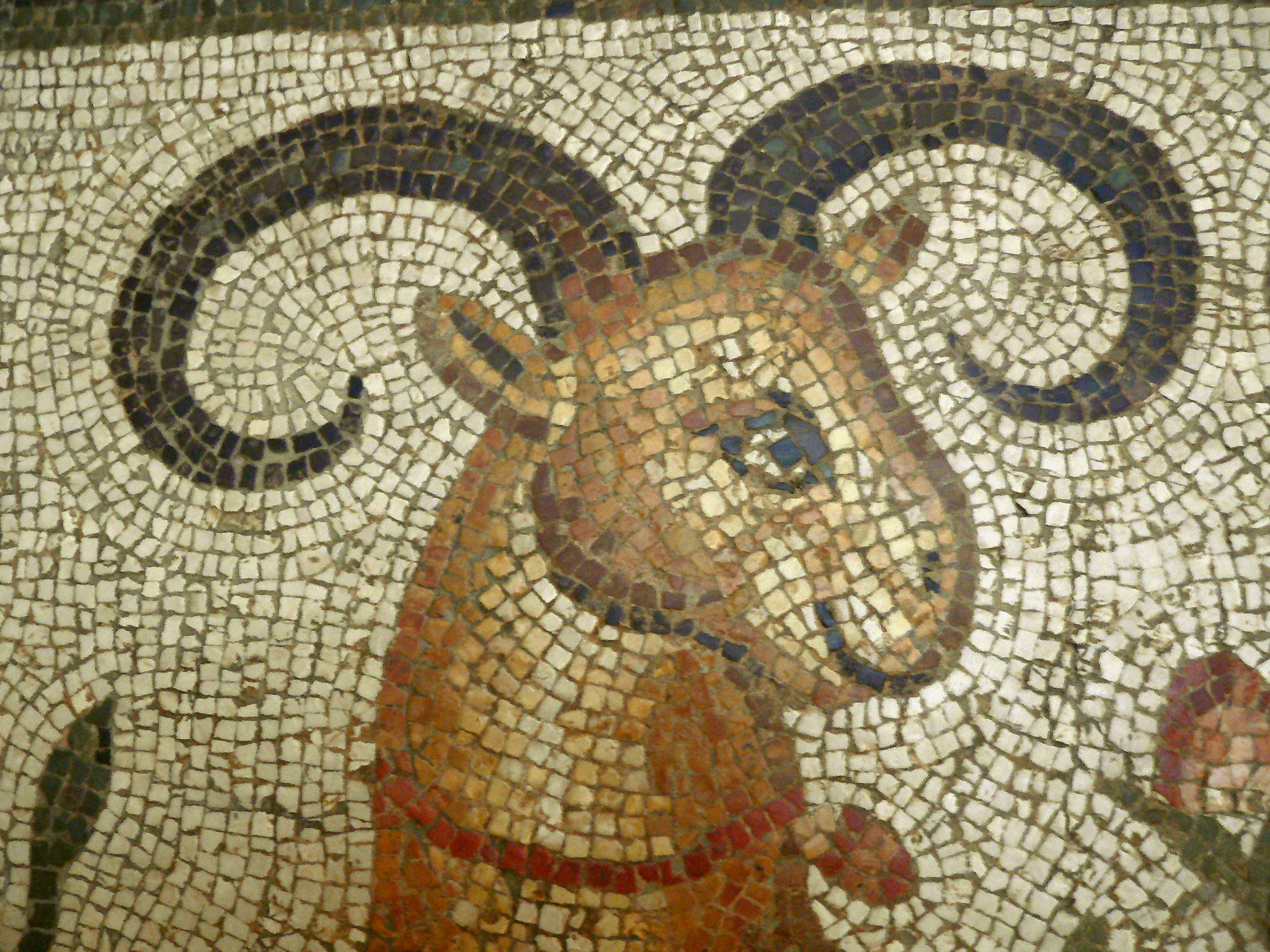
موزايك رومي في أنطاكية

عانى أتباع الديانة اليهودية من المشاكل مع الحكام غير اليهود الذين يحكمونهم بصورة مباشرة، وهكذا كان الحال مع الروم الذين كانوا يديرون إقليم يهودية بشكل مباشر وبتدخل كبير في تعيينات الحكام والكهنة، وهذا ما أدى إلى تصاعد التوتر تدريجيا مع الروم، بالإضافة إلى أن النظام الرومي كان يهتم بالسياسة فقط ولكنه لم يكن يهتم بالدين، وبذلك فإن الروم كانوا متسامحين دينيا ويقبلون جميع الأديان، وهذا ما لم يرق لليهود الذين كانوا يمتعضون من رؤية الأديان الغير يهودية تمارس في مناطقهم.
حدث الصدام الكبير لأول مرة في عام 66 م فيما يعرف بالثورة اليهودية الكبرى أو الثورة اليهودية الأولى، وكان سبب اندلاع التمرد هو قيام بعض اليونانيين بتقديم أضاحي من الطيور أمام كنيس يهودي ورفض الدورية الرومية لأن تفعل شيئا، مما أدى إلى سلسلة من الأحداث وردود الفعل قادت في النهاية إلى أعمال عنف ضد المواطنين الروم في القدس وممتلكاتهم وضد المتعاونين معهم من اليهود مما اضطر الملك اليهودي الموالي للروم إلى الخروج من القدس إلى الجليل.
وخلال حصار وسبيانوس لبيت المقدس حدثت تطورات مهمة في روما، حيث خلع مجلس الشيوخ الإمبراطور نيرون واندلعت بعد ذاك حرب أهلية تنازع فيها وسبيانوس وثلاثة أشخاص آخرون على الحكم في سنة 69 ميلادية المعروفة بسنة الأباطرة الأربعة. تحالف وسبيانوس مع حاكم سورية موكيانوس في الحرب الأهلية وترك إكمال حصار بيت المقدس لابنه تيتوس الذي اقتحمها سنة 70، ودمرت المدينة أثناء اقتحامها واضطر تيتوس إلى تدمير الهيكل اليهودي أيضا بسبب تحصن الثوار اليهود فيه، رغم عدم رغبته في ذلك. قال المؤرخ اليهودي يوسيفوس الذي عاش في تلك الفترة أن المدينة سويت بالأرض وأن الزائر لها لا يصدق أنها كانت مدينة مأهولة.
كانت حصيلة ضحايا الثورة اليهودية هائلة حيث قدرها يوسيفوس بمليون ومئة ألف قتيل من اليهود وسبعة وتسعين ألف أسير بالإضافة إلى أعداد هائلة من المشردين في أنحاء الإمبراطورية الرومانية. بعد هذه الأحداث اتخذ الرومان إجراءات لتحسين سيطرتهم على الإقليم حيث رفعوا رتبة الحاكم الروماني إلى برايتور praetor لتزيد صلاحياته وقرروا أن يتمركز الفيلق العاشر المضيقي Legio X Fretensis بشكل دائم في الإقليم.
وأخيرا انتصر وسبيانوس في الحرب الأهلية وأعلنه مجلس الشيوخ إمبراطورا عام 69 م، وكان الفضل الأساسي في ذلك يعود إلى الفيالق السورية التي دعمه بها موكيانوس وخاصة الفيلق السادس المدرع Legio VI Ferrata.

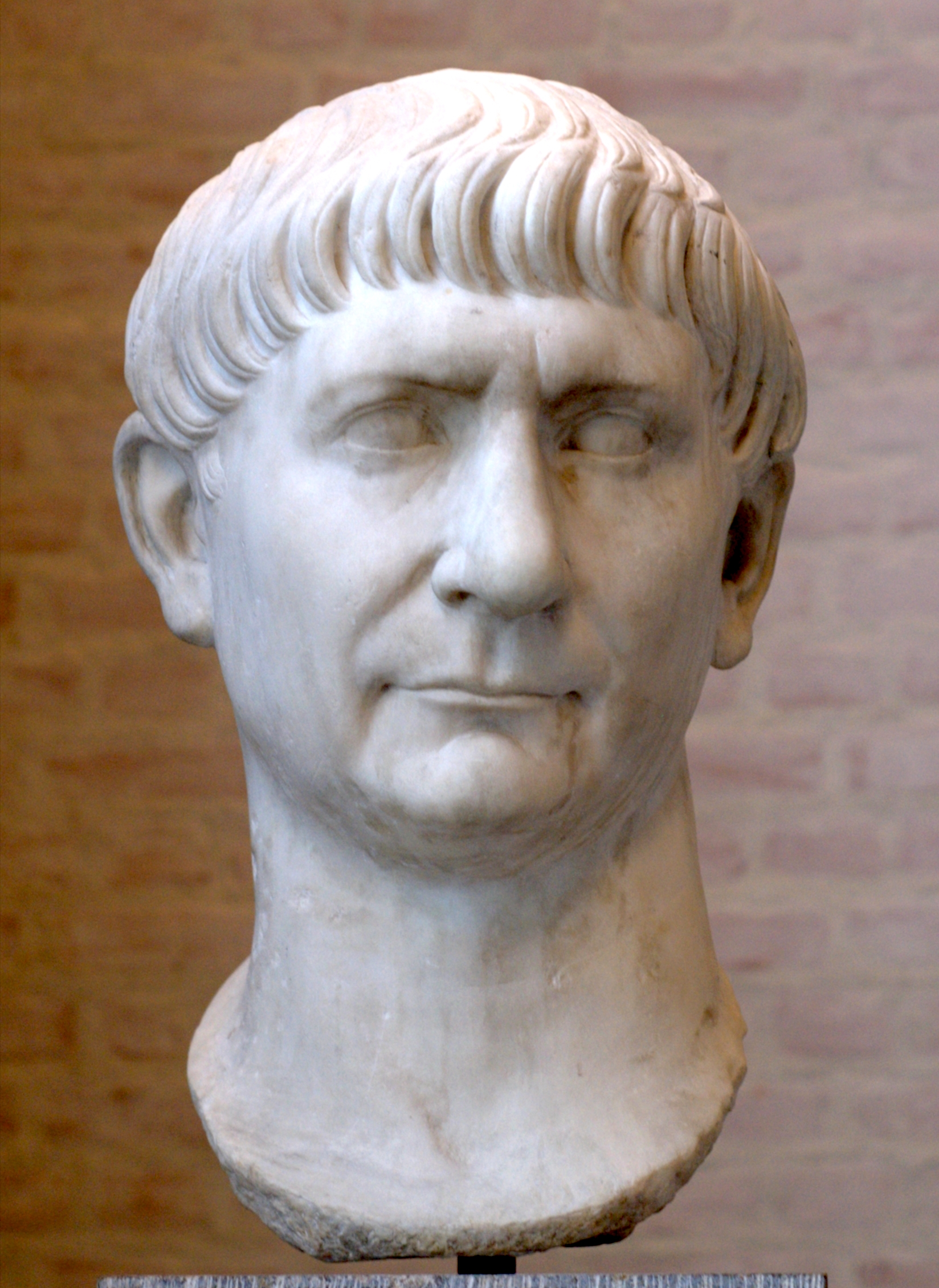
أولبيوس ترايانوس

#### حرب ترايانوس البارثية وثورة اليهود الثانية
شكل القرن الثاني الميلادي العصر الذهبي للإمبراطورية الرومية من حيث السلم الداخلي والرخاء الاقتصادي والتوسع الخارجي، وكان عصر الإمبراطور ترايانوس Trajanus (بالإنجليزية: تراجان Trajan) هو نقطة الذروة حيث اجتاح الرومان فيه الإمبراطورية البارثية وبلغت الإمبراطورية فيه أقصى اتساعها.
غزا ترايانوس داشيا Dacia (رومانيا الحالية) في عام 106 م، وفي العام التالي ضم مملكة الأنباط وجعلها مقاطعة باسم أرابيا بترايا Arabia Petraea (عربيا البترا أو العربية الصخرية). في عام 113 م قرر ترايانوس أن الوقت قد حان لحل المعضلة البارثية للأبد وذلك بالتفرغ لغزو بارثية وضم أراضيها، وهي سياسة تخالف سياسة من قبله الذين لم يجعلوا غزو بارثية أولوية، فغزا في عام 114 م أرمينية وجعلها مقاطعة رومية، ثم اجتاح ما بين النهرين وجعلها مقاطعة رومية أيضا، واستولى على عاصمة بارثية إقطصيفون Ctesiphon (المدائن)، وتابع المسير إلى الخليج العربي.

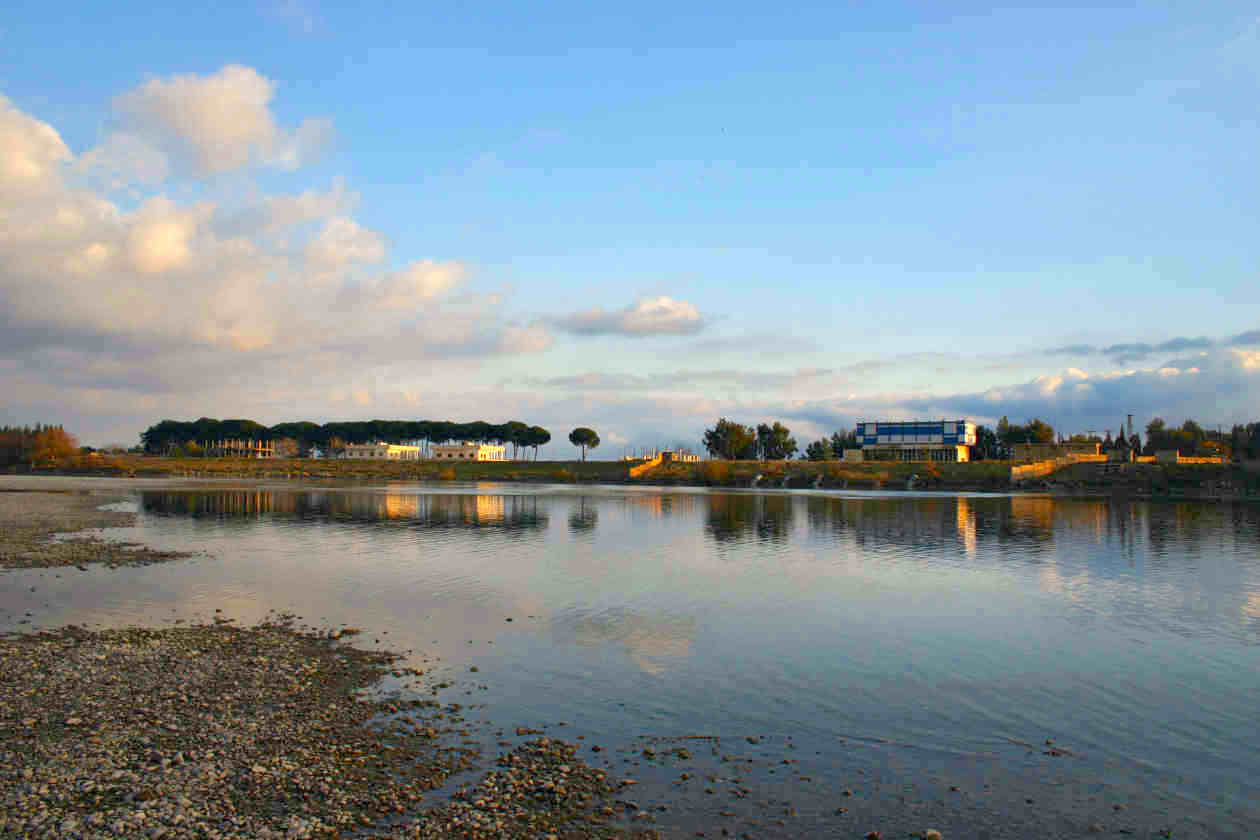
الفرات قرب الرقة

ولكن في تلك الأثناء اندلعت ثورة عارمة لليهود المنفيين في شمال أفريقيا (في قورنيقة Cyrenaica (برقة) ومصر) وقبرص، حيث قاموا بهدم وتخريب معابد الآلهة اليونانية والرومية والمصرية والمباني العامة والحمامات وقاموا بإبادة اليونانيين والروم حيث قتلوا أكثر من 220,000 يوناني في برقة وحدها، وتذكر الموسوعة اليهودية أن سكان ليبيا أبيدوا بالكامل تقريبا خلال تلك الأحداث لدرجة أنه أنشئت فيما بعد مستوطنات لاستجلاب السكان. وامتدت الثورة إلى اليهودية وسورية وما بين النهرين بينما كان ترايانوس يحارب البارثيين في الخليج، فقام بإخمادها في ما بين النهرين ونصب ملكا بارثيا عميلا له هناك ثم انسحب إلى أنطاكية ليشرف على إخماد الثورة في سورية. ثم مات بعد ذلك بقليل بالجلطة في عام 117 م وقبل أن يحكم سيطرته على المقاطعات البارثية الجديدة، وعندما تولى سلفه هادريانوس الحكم قرر الانسحاب من جميع المقاطعات الجديدة التي أنشأها تريانوس واعتبار شاطئ الفرات الحد الشرقي للإمبراطورية لأنه رأى أن الاحتفاظ بالمقاطعات البارثية سيشكل عبئا على المدى البعيد لأن هذه المقاطعات لا يمكن الدفاع عنها.

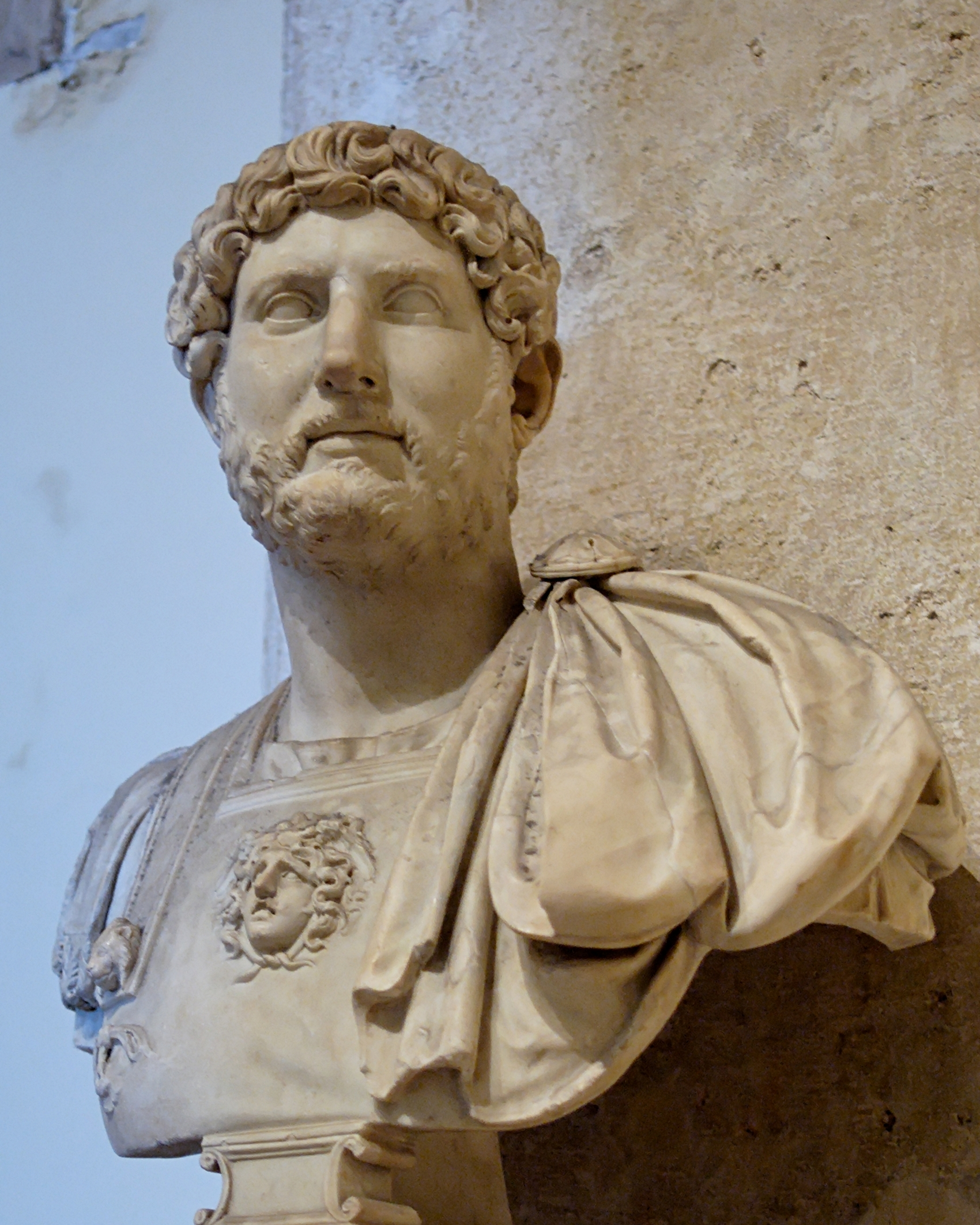
إيليوس هادريانوس

#### إعادة بناء بيت المقدس وثورة اليهود الثالثة
عندما صعد إيليوس هادريانوس Aelius Hadrianus (هادريان Hadrian) إلى عرش الإمبراطورية الرومية في عام 118 م لم تكن ثورة اليهود الثانية قد أخمدت تماما بعد في اليهودية حيث التجئ إليها قادة الثورة في الخارج، وقد قام هادريانوس في العام التالي بتخصيص أموال لإعادة إعمار المباني العامة التي دمرها اليهود في المقاطعات. وبينما كان يقوم بجولة في أنحاء الإمبراطورية في عام 123 م مر هادريانوس ببرقة ورأى بعينيه الخراب الذي أحدثه اليهود، وخصص أموالا للجنود الرومان ولعائلاتهم هناك.

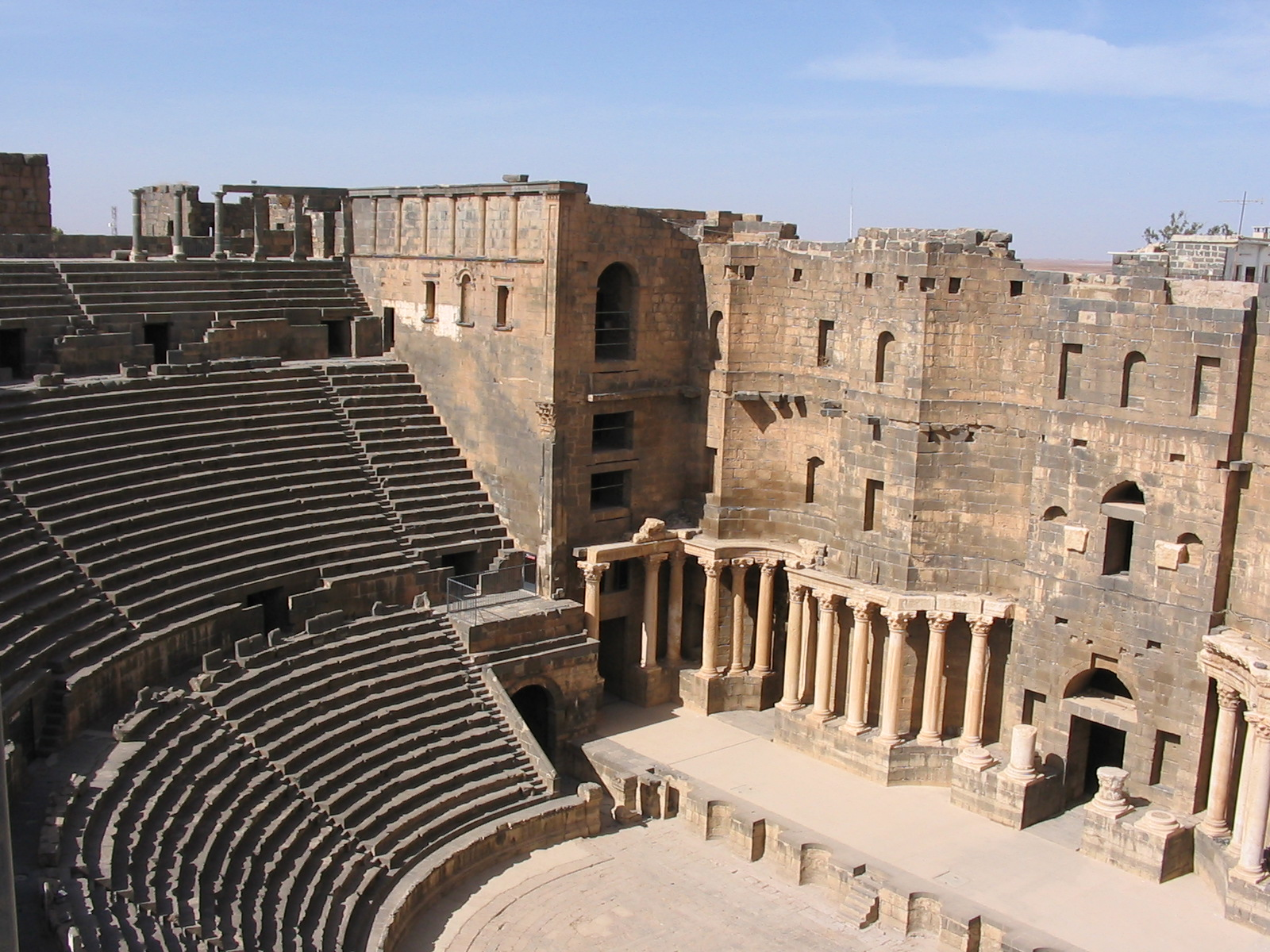
المدرج الروماني في بصرى

زار هادريانوس بيت المقدس في العام 130 م، وكبادرة حسن نية تجاه اليهود أعلن عزمه إعادة بناء بيت المقدس، ولكن فرحة اليهود لم تتم عندما علموا أنه يعتزم بناء المدينة على النمط الرومي وأنه ينوي أن يبني معبدا روميا جديدا مكان الهيكل، والذي لا بد أنه سيكون مكرسا للإله يوبيتر. ازداد اضطراب اليهود بعد أن بدأت أعمال البناء حيث اعتبر كثير منهم أن «الحرث فوق الهيكل» إساءة دينية عظيمة، واستدعى الروم الفيلق السادس المدرع Legio VI Ferrata من بصرى إلى اليهودية لفرض النظام. وتزايد سخط اليهود أكثر عندما أصدر هادريانوس قرارا بمنع الختان الذي اتفق هادريانوس مع اليونانيين في اعتباره «تشويها وطقسا بربريا».
قرر اليهود الثورة وخططوا لها بعناية ليتحاشوا أخطاء ثورتهم الأولى قبل ستين عاما، وكان قائدهم هو شمعون بَر كوكبا שמעון בר כוכבא (اسم آرامي معناه: سمعان بن كوكبة) والذي فسر اليهود اسمه على أنه يحقق النبوءة الواردة في سفر الأعداد 24:17 وأنه المسيح المخلص المنتظر. ولكن المسيحيين (والذين كانوا لا يزالون حتى ذلك الوقت مجرد طائفة صغيرة من اليهود) لم يتقبلوا ادعاء بر كوكبة بأنه المسيح لاعتقادهم بأن المسيح كان يسوع الناصري، وهكذا فقد ساهمت هذه الأحداث في تعميق التمايز بين المسيحيين واليهود.
بدأ اليهود تحركهم عام 132 م، وقد نجحوا في مباغتة الروم والانتشار بسرعة في أنحاء فلسطين فعزلوا الحامية الرومية في القدس عن باقي المناطق ووضعوا الروم في موقف صعب، وظنوا أنهم نجحوا وبدؤوا في صك عملة لدولتهم الوليدة. ولكن الإمبراطور هادريانوس كان يعد العدة فقد استدعى الجنرال يوليوس سويروس Julius Severus الخبير في قمع التمرد من بريطانيا واستدعى أعدادا هائلة من القوات حتى أنه استدعى فرقا من حوض الدانوب ويعتقد أن مجموع القوة التي حشدها لم يقل عن اثني عشر فيلقا وهو ما يقارب ثلث الجيش الروماني. ثم بدأت المواجهات وكانت شرسة للغاية حيث استمرت ثلاث سنوات واتبع الروم خلالها سياسة الأرض المحروقة لتحطيم معنويات المتمردين بعد أن كبدهم الأخيرون خسائر جسيمة.
انتهت هذه الحرب بخسائر جسيمة للروم، حيث قاموا بعدها بحل الفيلق الثاني والعشرين الديوتاري Legio XXII Deiotariana مما يدل على تلقيه خسائر فادحة، كما أن هادريانوس عندما بعث إلى مجلس الشيوخ يبلغه بالنصر تحاشى أن يذكر العبارة التقليدية «آمل أنكم بخير، أنا والقوات بخير» في صدر رسالته. ولكن خسائر الروم كانت لا تقاس بخسائر اليهود الذين أدت هذه الحرب إلى استئصال وجودهم من فلسطين، حيث قتل فيها 580,000 يهودي ودمرت 50 بلدة و985 قرية حسب المؤرخ الرومي كاسيوس ديو Cassius Dio. يذكر التلمود أن القتلى كانوا بالملايين، ولكن هذا غير منطقي لأن عدد اليهود في فلسطين حينها لم يكن يبلغ هذا القدر.
بعد هذه الحرب قرر هادريانوس استئصال الديانة اليهودية من الوجود لأنه اعتقد أنها سبب تمرد اليهود المستمر، فقام بإعدام رجال الدين اليهود وحظر التعامل بالشريعة اليهودية والتقويم اليهودي، وأقام احتفالا على جبل الهيكل أحرق فيه المخطوطات الدينية اليهودية، ونصب على الجبل تمثالين أحدهما ليوبتر والآخر لنفسه. وغير هادريانوس اسم مدينة القدس من الاسم اليهودي يوروشلايم Jerusalem إلى إيليا كابيتولينا Aelia Capitolina (إيليا من اسمه Aelius، وكابيتولينا إشارة إلى معبد يوبتر على تلة الكابيتولينة في روما Jupiter Capitolinus). كما غير اسم الإقليم من اليهودية Iudaea (يوديا) إلى سورية الفلسطيّة Syria Palaestina، وحظر تداول الاسم القديم. وكان القرار الأشد وطاة على اليهود هو حظر دخولهم إلى بيت المقدس، الذي خففه قسطنطين الأول بعد حوالي 150 سنة بأن سمح لهم أن يدخلوا المدينة يوما واحدا في السنة لينتحبوا على الحائط الغربي وهو اليوم المعروف لدى اليهود بـ تشعة بآب (التاسع من آب).
ظلت هذه القوانين سارية المفعول حتى دخول المسلمين القدس عام 638 م، إذ أن المسلمين حين فتحوا المدينة سموها إيلياء من Aelia، وكان هذا هو الاسم الشائع لها في العصور الإسلامية الأولى. وكذلك اسم المنطقة كان (ولا يزال) فلسطين من Palaestina وهو تقصير للاسم القديم Syria Palaestina.
كانت نتائج ثورة بر كوكبا كارثة كبرى على اليهود حيث أن من بقي منهم حيا تشرد في أصقاع الأرض ولم يبق منهم في فلسطين إلا أعداد يسيرة جدا متوزعة كأقليات في الجليل والمدن الساحلية ولكن ليس في منطقة اليهودية نفسها، ولهذا السبب حقد اليهود على هادريانوس فلا تذكر مصادرهم اسمه إلا ومعه العبارة שחיק עצמות (يسحق عظمه)، وكذلك كره أحبار اليهود بر كوكبا وسموه بر كوزيبة בר כוזיבא (ابن الكذبة) إشارة إلى كونه مسيحا كاذبا.

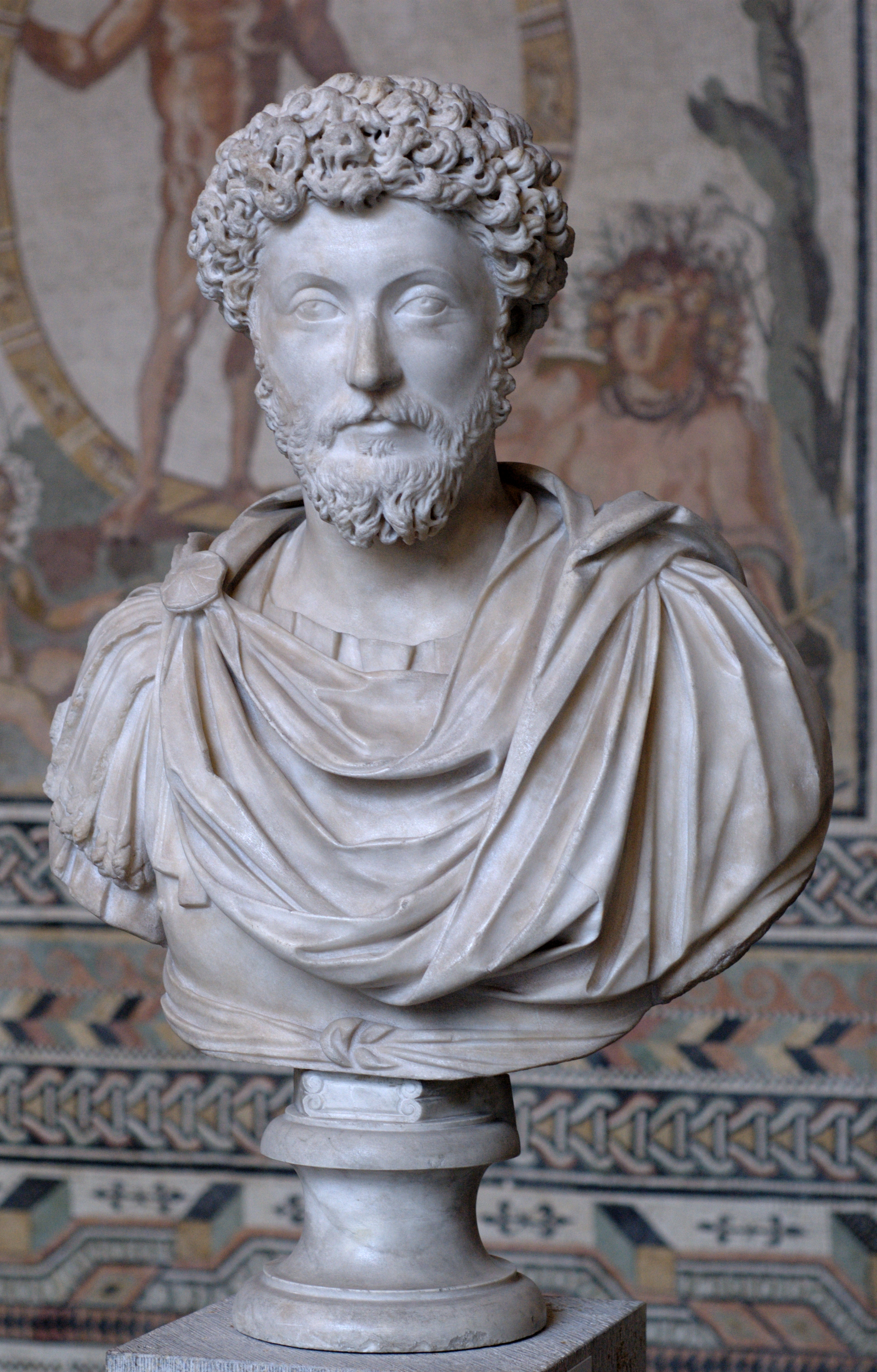
ماركوس أوريليوس

### حرب أوريليوس البارثية وصعود أويديوس كاسيوس
يعد ماركوس أوريليوس Marcus Aurelius الذي حكم بين عامي 161 م و180 م آخر أباطرة العصر الذهبي لروما، وكان بالإضافة إلى كونه إمبراطورا فيلسوفا رواقيا.
قام البارثيون بقيادة ملكهم Vologases IV بغزو أرمينية قبيل تولي أوريليوس الحكم في عام 161، وعندما حاول حاكم سورية التصدي لهم هزموه وغزوا الرها ونصيبين واجتاحوا بعض المناطق السورية، فاستبدل أوريليوس حاكم سورية بابن عمه الذي كان شابا قليل الخبرة في الثلاثينات من عمره وأرسل معه ثلاثة فيالق من جرمانية والغال. ثم عمت الفوضى في البلاد وقام تمرد في الجيش، فأرسل أوريليوس (الذي كان مشغولا بإدارة الحروب في جرمانية) شريكه في الحكم لوكيوس ويروس Lucius Verus إلى أنطاكية ليشرف على الحرب مع بارثية.

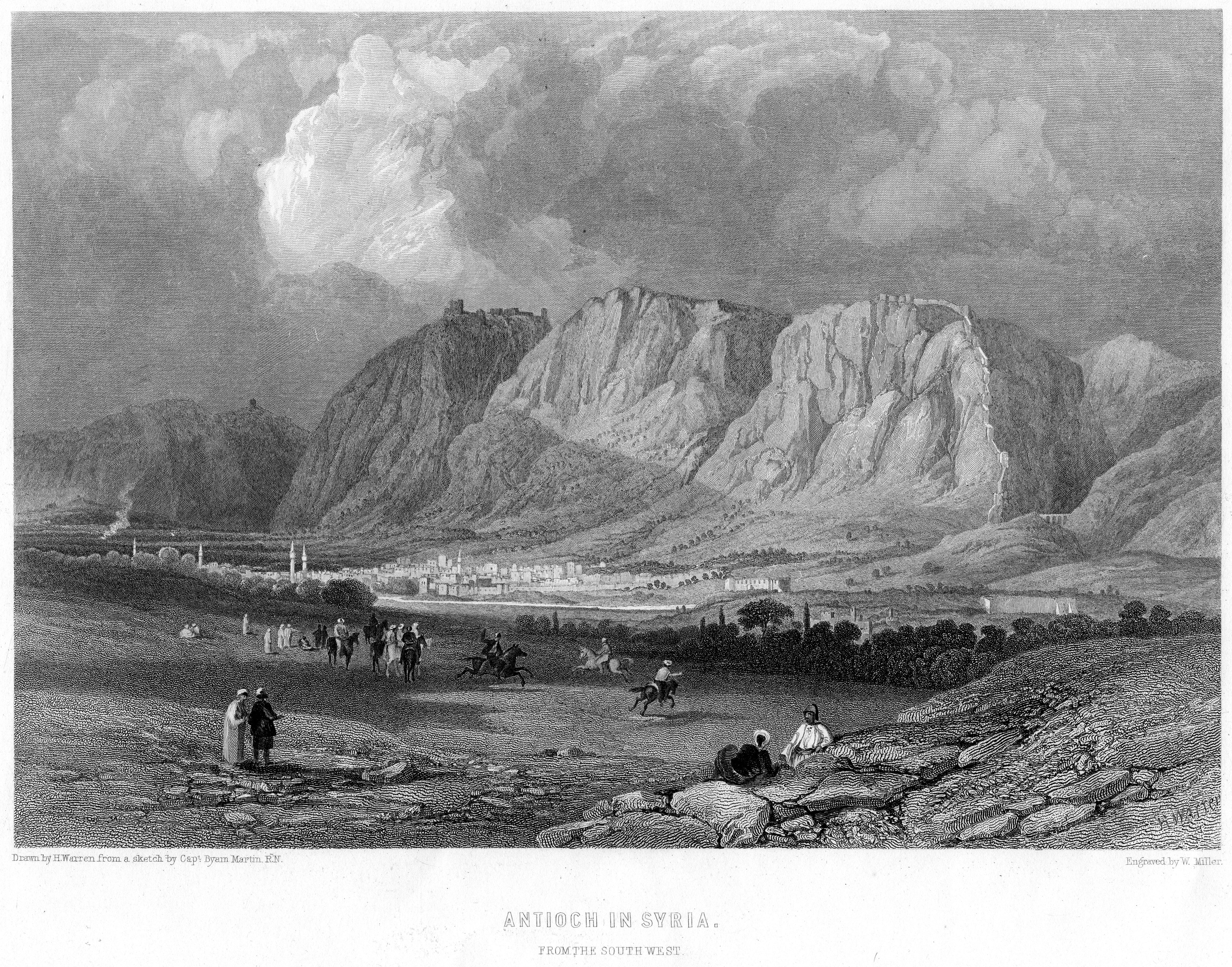
يقول مؤرخوا الروم أن ضباط الجيش السوري كانوا يقضون وقتا أكبر في مقاهي الهواء الطلق في أنطاكية ويتمتعون بالشدة والقوة حيث كان وحدات الجيش السوري من أقوى وحدات الجيش في الامبراطورية الرومية

انتصر الروم في الحرب عام 165، ولكن لوكيوس لم يكن له دور كبير في ذلك حيث أنه قضى معظم فترة الحرب في أنطاكية ساهرا مع الغانيات، رغم أنه كان يخرج في الشتاء ليشتي في اللاذقية وفي الصيف ليصيف في دافنة Daphne وهو منتجع قرب أنطاكية. أما الفضل الحقيقي في النصر فعاد للجنرالات من أمثال ماركوس ستاتيوس Marcus Statius Priscus حاكم قبدوقية Cappadocia (في آسيا الصغرى) الذي استعاد أرمينية عام 163، وأويديوس كاسيوس Avidius Cassius الجنرال السوري الصاعد الذي استعاد الرها واجتاح ما بين النهرين وصولا إلى سلوقية (سلوقية على دجلة Seleucia ad Tigrim، شمال شرق بابل) وإقطصيفون عام 165، ولكنه اضطر للانسحاب بعدها بسبب تفشي الوباء في بارثية.
كان أويديوس كاسيوس سوريا من مدينة قرهص Cyrrhus شمال سورية، وهي مدينة تاريخية بناها سلوقس الأول وهدمت زمن الحروب الصليبية وتقع آثارها اليوم على بعد حوالي 50 كم شمال حلب، وتعرف باسم النبي هوري. كان كاسيوس من أصل متواضع وكان والده هيليودوروس Heliodorus قد عمل حاجبا لدى الإمبراطور هادريانوس واستطاع بفضل موهبته الخطابية أن يتولى حكم مصر بين عامي 137 و142، ولكنه لم يتجاوز أبدا الرتبة الإقوسطرية.(كانت مقاطعة مصر استثناء بين المقاطعات الرومية في أن حكامها كانوا من الرتبة الإقسوطرية، ويعود هذا الوضع الخاص لماركوس أنطونيوس الذي كان له منه غايات سياسية.) صعد نجم كاسيوس أثناء حرب أوريليوس البارثية حيث كان يقود في الحرب الفيلق الثالث الغالي Legio III Gallica (وهو فيلق سوري) واستطاع اجتياح ما بين النهرين واستولى على أهم مدن بارثية – سلوقية وإقطصيفون.
بعد هذه الانتصارات حصل كاسيوس على عضوية مجلس الشيوخ في روما هو وزميله في الجيش مارتيوس ويروس Martius Verus، ثم صار كلاهما قناصل عام 166 م وهما في الثلاثينات من عمرهما. بعد القنصلية تولى كاسيوس حكم سورية، بينما تولى رفيقه ويروس حكم قبدوقية، وتمكن كاسيوس من قمع ثورة اندلعت في مصر بين عامي 172 و175.
كان كاسيوس طموحا وكان يدعي أنه من نسل الملوك السلوقيين، وعندما مرض الإمبراطور أوريليوس عام 175 شاع أنه قد مات فأعلن كاسيوس نفسه إمبراطورا في نفس العام بعد أن شجعه بعض المتنفذين في روما على ذلك. وكان أوريليوس حينها في جرمانية يدير حروبه الجرمانية، وحين بلغه النبأ أظهر أسفه لخيانة «واحد من أعز أصدقائه» وأعلن أنه يعتزم إظهار الرحمة تجاه كاسيوس إذا قبض عليه حيا. أعلن مجلس الشيوخ كاسيوس عدوا للشعب، ورغم أن كاسيوس السوري كان يسيطر على مقاطعتين من أهم المقاطعات الرومية وهما سورية ومصر إلا أن انحياز مارتيوس ويروس حاكم قبدوقية إلى جانب أوريليوس جعل كاسيوس في وضع صعب بعدد فيالق يقل بكثير عن ذاك المتوفر لأوريليوس، فهزم كاسيوس بعد ثلاثة أشهر وستة أيام من إعلانه نفسه إمبراطورا وقام قنطريون centurion (قائد سرية) بجز رأسه وحمله إلى أوريليوس الذي رفض أن يرى الرأس وأمر بدفنه.

### كلاوديوس بومبيانوس

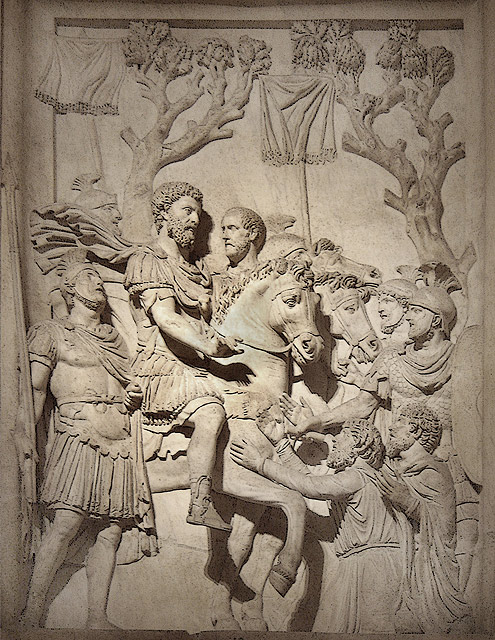
البرابرة يخضعون أمام ماركوس أوريليوس وكلاوديوس بومبيانوس بجانبه

كان كلاوديوس بومبيانوس Claudius Pompeianus سوريا من عائلة متوسطة الحال، ولد في أنطاكية وخدم كجنرال في الجيش السوري وشارك في الحروب الجرمانية تحت إمرة ماركوس أوريليوس. بعد وفاة لوكيوس ويروس شريك أوريليوس في الحكم عام 169 م تزوج بومبيانوس من أرملته لوكيلا Lucilla التي هي أخت أوريليوس، وكان هدف أوريليوس من تزويج أخته لبومبيانوس بعد وفاة زوجها بهذه السرعة هو تولية بومبيانوس الحكم من بعده بدلا من ابنه كومودوس Commodus، ولكن بومبيانوس رفض وأصبح بدلا من ذلك قنصلا في عام 173، والقنصلية في الزمن الإمبراطوري كانت منصبا تشريفيا.
اشتركت لوكيلا زوجة بومبيانوس عام 182 م في مؤامرة لاغتيال أخيها الإمبراطور كومودوس، وكان من يفترض به أن ينفذ الاغتيال هو ابن أخت بومبيانوس الذي كان صبيا صغيرا، ولكن العملية فشلت وأعدم كل المشاركين فيها ومن بينهم أعضاء بارزون في مجلس الشيوخ، ونفيت لوكيلا، أما بومبيانوس -الذي لم يكن مشاركا في المؤامرة- فقد تقاعد مؤقتا من الحياة العامة وانتقل إلى الريف.
بعد وفاة كومودوس عام 192 عرض على بومبيانوس تولي الحكم مجددا، ولكنه رفض أيضا، وتولى بيرتيناكس Pertinax الحكم وقتل في تمرد للحرس البريتوري بعد 87 يوما.
ثم نولى ديديوس يوليانوس Didius Julianus الحكم وعرض على بومبيانوس مشاركته في الحكم للمرة الثالثة، ولكن بومبيانوس رفض مجددا، وأعدم يوليانوس بعد 66 يوما على يد جندي بأمر من سيبتيموس سيرويروس Septimius Severus.
خلال العصر الرومي، كانت عاصمة سوريا وأكبر مدنها هي مدينة أنتيوخ (أنطاكية القديمة) حيث كان يقدر عدد سكانها ب 500 ألف نسمة، وكانت إنتيوخ تعد أغنى وأكثر المناطق اكتظاظا في الامبراطورية الرومية، إضافة للعديد من مدن سوريا مثل دمشق التي كانت من مراكز الامبراطورية وبصرى وشهبا وقنوات وبراد وغيرها من المدن التي أصبحت مراكز للامبراطورية الرومية الشرقية.

## العصر البيزنطي
هو العصر الذي تميز بانتقال القوة في الامبراطورية الرومية إلى القسم الشرقي القسطنطينية وذلك بعد سقوط العاصمة الغربية للامبراطورية روما في ذاك الوقت في ايدي البرابرة وهنا نستطيع أن نميز التاريخ الجديد للروم في الشرق والذي تميز باعتناق الروم للديانة المسيحية ولقد استمر العصر البيزنطي في سورية من عهد الإمبراطور قسطنطين الكبير أي القرن الرابع الميلادي وحتى الفتح الإسلامي لسورية في عهد الإمبراطور هرقل في عام 636 ميلادية

## الأمويون والعباسيون

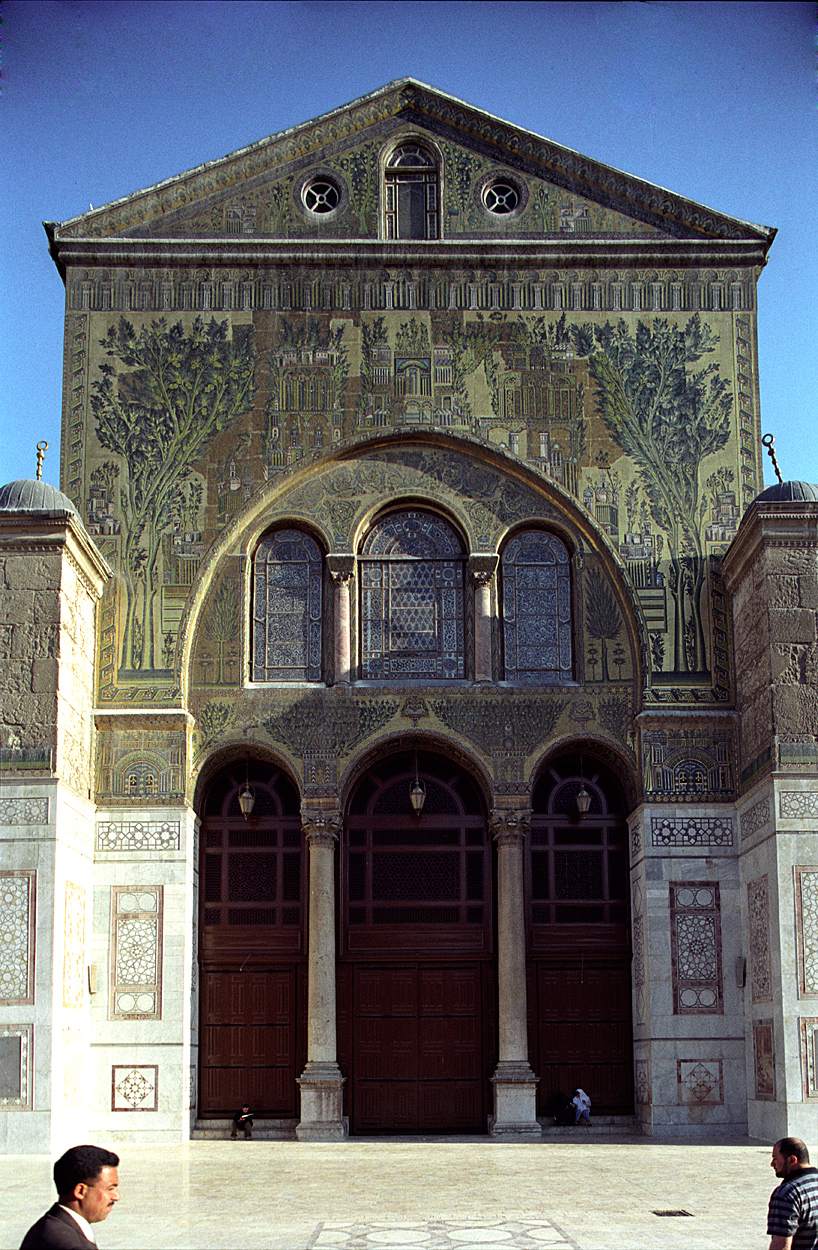
واجهة المسجد الأموي في دمشق والذي شيده الوليد بن عبد الملك.

إثر نهاية حروب الردة في خريف عام 633 أرسل الخليفة الإسلامي الأول أبو بكر الصديق ثلاثة ألوية حربية إلى الشام لمحاربة البيزنطيين بقيادة عمرو بن العاص ويزيد بن أبي سفيان والشرحبيل بن حسنة وآزرهم بعد ذلك خالد بن الوليد وأبو عبيدة بن الجراح وعدد من القبائل العربية الإسلامية والمسيحية على حد سواء أبرزها قبيلة بني شيبان وبني تغلب وعموم المناذرة. وإثر وفاة أبو بكر تابع عمر بن الخطاب سياسة الفتوح والحرب، فاستسلمت دمشق بعد حصار دام ستة أشهر، وكان كتاب الأمان المعطى لأهلها نموذجًا لاستسلام سائر المدن السورية، ففتح أبو عبيدة بن الجراح حمص وحماة ومعرة النعمان وأفاميا وطرطوس وبانياس صلحًا دون قتال عام 636، وقد شهد ذلك العام أيضًا معركة اليرموك في 20 أغسطس والتي مني بها البيزنطيون بهزيمة ساحقة شكلت انطلاقًا للمرحلة الثانية للفتح، فاستطاع أبو عبيدة بن الجراح فتح حلب وجوارها ومدن الفرات دون قتال أيضًا. عين عمر بن الخطاب القائد يزيد بن أبي سفيان واليًا على سوريا وإثر وفاته عيّن أخاه معاوية بن أبي سفيان واليًا عليها عام 640، وعندما بويع علي بن أبي طالب بالخلافة في 24 حزيران/يونيو 656 رفض معاوية مبايعته واستمرت الحروب بين الفريقين حتى اغتيال الخوارج لعلي في 24 يناير 661، تلا ذلك تنحي الحسن بن علي عن الخلافة فأخذت البيعة لمعاوية فتأسست بذلك الدولة الأموية وعاصمتها دمشق.

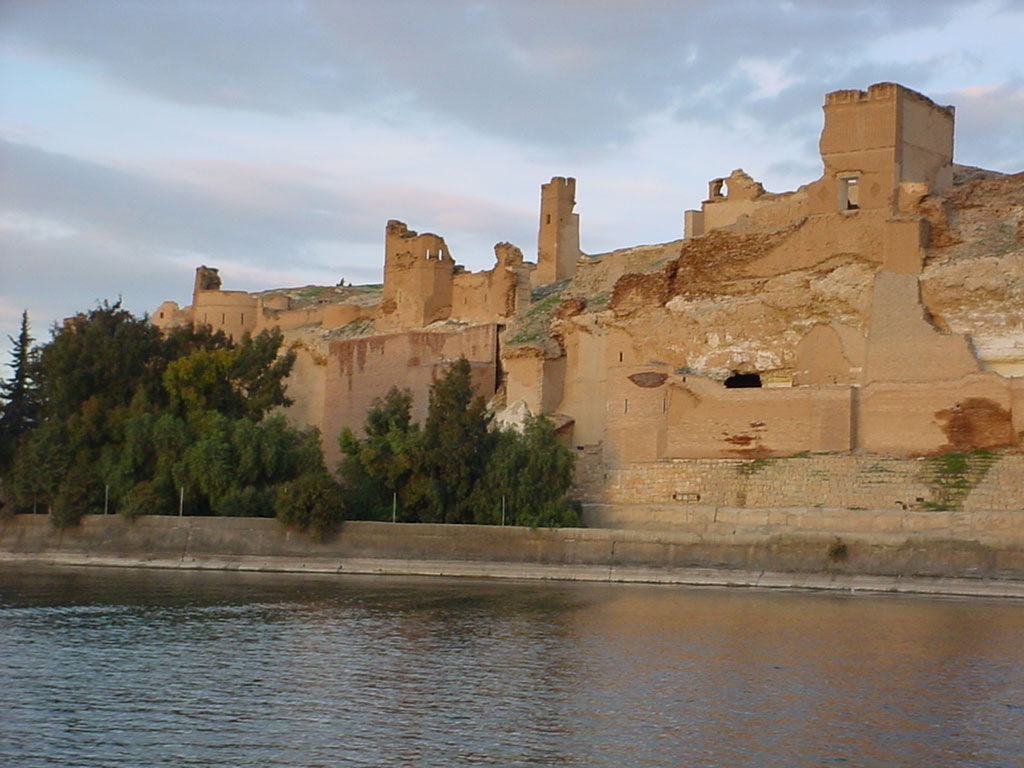
قلعة جعبر على نهر الفرات، بناها جلال الدولة ملك شاه على أنقاض قلعة أقدم بناها النعمان بن المنذر.

استمر الأمويون بحكم سوريا 132 عامًا، ازدهرت خلالها البلاد وانتعش اقتصادها، إذ شق الأمويون الطرق بين المدن واهتموا بالزراعة وبنوا الحمامات والفنادق وأسسوا نظامًا بريديًا سريعًا إلى جانب نظام إداري فعال تمثل بالدواوين. كما اهتم الأمويون بالعمارة ويبدوا المسجد الأموي في دمشق الذي شيده الوليد بن عبد الملك والمسجد الأموي في حلب دليلًا على تطور فن الزخرفة والرسم والتطعيم بالخشب. أشاد الأمويون أيضًا القصور والقلاع كقصري الحير الشرقي والغربي وقصر أسيس وقصر الرصافة خلال عهد هشام بن عبد الملك، وقد اكتشف في ثلاثينات القرن العشرين ثلاثون قلعة في بادية الشام تعود لزمن الأمويين، كانت كمراكز نزهة واصطياف لهم إلى جانب كونها مناطق استغلها الأمويون زراعيًا لتأمين دمشق أوقات القحط. يقول الباحث عبد العزيز الدروري أنه على الرغم من تطور البلاد خلال العهد الأموي إلا أن الأسرة الأموية مارست التمييز العنصري والطبقي خصوصًا بين العرب وغير العرب، لذلك فقد كانت الثورة العباسية حسب رأيه حركة سياسية ذات أسباب اجتماعية، نادت بالمساواة بين الموالي والعرب في الوظائف ومناصب الجيش والضرائب، وكان قوامها الرئيسي فلاحو الريف وفقراء المدن في الولايات البعيدة عن دمشق. وقد استطاع العباسيون بقيادة أبو العباس السفاح الانتصار على جيش الأمويين بقيادة آخر خلفائهم مروان بن محمد عام 749، فزال بذلك العهد الأموي وبدأ العهد العباسي.
نقل أبو العباس السفاح عاصمة الدولة إلى الكوفة بعد أن قتل العائلة الأموية ونبش قبور خلفائها في دمشق وهدم جزءًا من سورها. لاحقًا في عام 762 بنى أبو جعفر المنصور مدينة بغداد لتكون عاصمة جديدة للدولة. عاشت الدولة العباسية عصرها الذهبي بين عامي 775 و847 تراجعت خلالها مكانة سوريا، غير أن الخلفاء العباسيين قد أدركوا أهمية موقعها كطريق تجاري وصلة وصل فضلًا عن كونها مركز حربي مع الإمبراطورية البيزنطية واستقرار عدد كبير من القبائل العربية ذات القوة والسلطان فيها، لذلك فقد أولوها اهتمامًا خاصًا وغالبًا ما كان أولياء العهد أو كبار قادة الجيش يتولون شؤون مدنها وولاياتها كالمهدي ولي عهد أبي جعفر المنصور والذي كان واليًا على الرقة. ولعل أبرز الشخصيات السياسية السورية في العهد العباسي هو مالك بن طوق والي الرحبة الذي ذاع صيته حتى بات مضربًا للمثل. ويذكر أن هارون الرشيد والمأمون قاما بالاستقرار بدمشق طلبًا للصحة وحسن المنظر على ما يذكر ابن عساكر، ولكونها خط الدفاع المتقدم عن العراق أرض الخلافة قام العباسيون بتشييد عددٍ من القلاع كقلعة جعبر على نهر الفرات خصوصًا إثر امتداد النفوذ الفاطمي نحو بلاد الشام. أما على الصعيد الثقافي فقد برز عدد الأدباء والعلماء السوريين خصوصًا في عهد التراجم وجامعة بيت الحكمة.

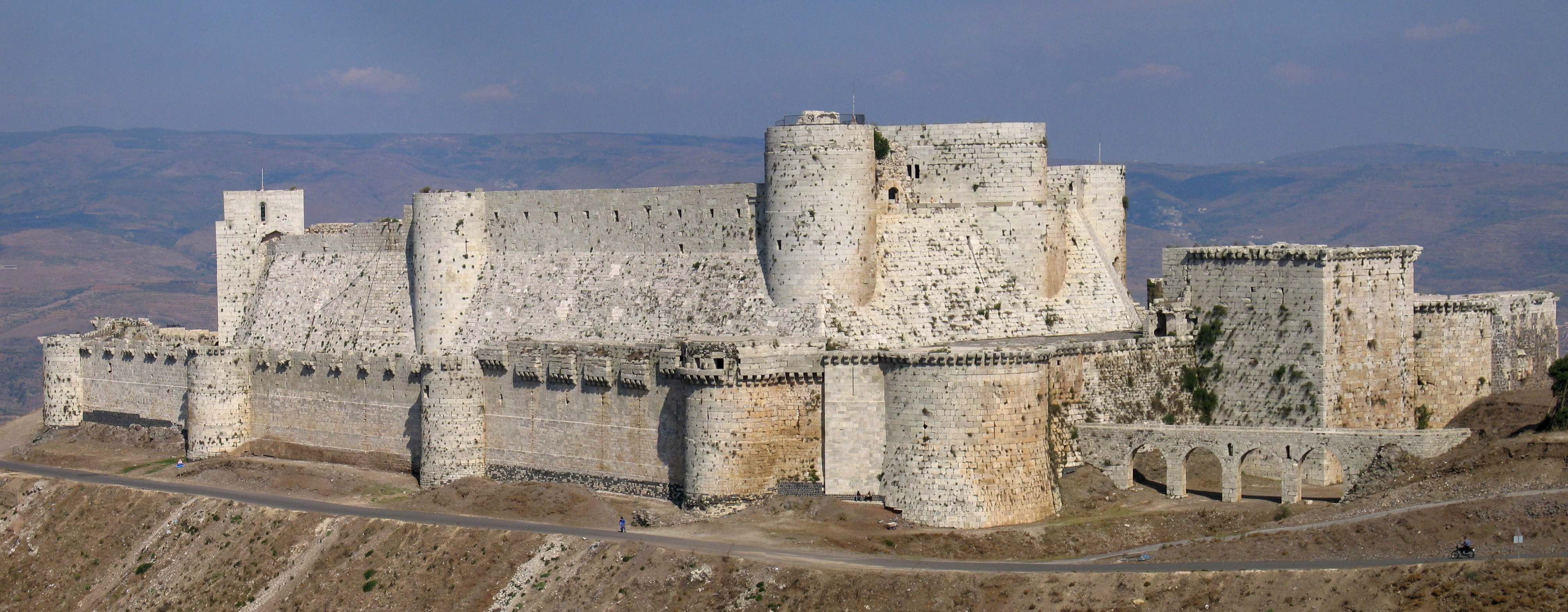
قلعة الحصن قرب حمص، التي أعاد بنائها الصليبيون وسيطر عليها فرسان الإسبتارية، ولم ينسحبوا منها نهائيًا حتى عام 1271.

غدا الفرس بدءا من عهد المأمون وزراء الدولة وقوامها، واستبدلهم المعتصم بالله بالأتراك ما شكل بداية أفول الدولة العباسية، ويحدد الباحثون خلافة تاسع الخلفاء العباسيين المتوكل على الله تاريخًا لبدء اضمحلال الدولة وتفككها إلى دول مستقلة تخضع لسيادة بغداد اسميًا، فتوالى الإخشيد والقرامطة والطولونيون والحمدانيون فالمرادسيون والعقيليون على حكم سوريا، واستطاع البيزنطيون استعادة أنطاكية وحلب عام 962 ردحًا من الزمن، ثم برزت الخلافة الفاطمية في مصر والتي تمكنت في احتلال دمشق ومدنًا سوريّة أخرى ردحًا من الزمن بداية القرن الحادي عشر، غير أن السلاجقة قاموا بطردهم وأسسوا دولة في دمشق والجنوب السوري بزعامة تتش بن ألب أرسلان. ترافقت تلك الحقبة بتراجع الوضع الاقتصادي وانتشار الاضطهادات الدينية لمختلف الأقليات فضلًا عن الكوارث الطبيعية التي حاقت بمختلف المدن السورية، كما نشأت إبان تلك المرحلة عدد من الطوائف الإسلامية التي لا تزال مستقرة في سوريا كالدروز والعلويون.
في ظل هذه الأوضاع وصلت الحملة الصليبية الأولى إلى الشرق، ودخلت الرها في 6 فبراير 1098 سلمًا، ثم فتحت أنطاكية في أغسطس 1098 ومنها انتقلت في سربين ساحلي وداخلي نحو الجنوب، فسقطت طرطوس في يناير 1099، وصالح ابن عمار والي طرابلس الحملة التي استمرت على الطريق الساحلي نحو الجنوب حتى استولت على القدس في 12 تموز/يوليو 1099. ضمن حدود سوريا اليوم، فإن إمارة أنطاكية استولت على محافظة اللاذقية وأجزاء من محافظات طرطوس وادلب وحماه، واستولت إمارة طرابلس على قسم من محافظتي طرطوس وحمص في حين احتلت مملكة بيت المقدس أجزاءً كبيرة من الجولان.
برز في سوريا عام 1127 عماد الدين زنكي والذي اتخذ من حلب عاصمة له. استطاع عماد الدين زنكي استعادة إمارة الرها الصليبية برمتها، وحاول الصليبيون كرد على سقوط الرها احتلال دمشق خلال الحملة الصليبية الثانية، بيد أن الحملة قد باءت بالفشل ولم تحقق أهدافها. لاحقًا استطاع نور الدين زنكي ابن عماد الدين ووريثه أن يفتح دمشق التي كانت تحت حكم السلاجقة ثم فتح مصر وقضى على الخلافة الفاطمية. إثر وفاة نور الدين زنكي برز صلاح الدين الأيوبي الذي قبض على الحكم في بلاد الشام ومصر ومناطق متفرقة أخرى، مؤسسًا الدولة الأيوبية كما استطاع استعادة القدس من الصليبيين عام 1187، لكن فتوحه في الساحل السوري قد اقتصرت على بعض القلاع والحصون، غير أن هذه المهمة قد تركت للمماليك الذين خلفوا الأيوبيين في حكم بلاد الشام ومصر عام 1250، فاستطاع الظاهر بيبرس فتح أنطاكية في 21 أيار/مايو 1268 وطرابلس عام 1285 فعكا عام 1291 منهيًا بذلك العصر الصليبي، وقاوم المماليك المغول أيضًا ودحروهم في معركة عين جالوت عام 1260 بعد أن كان المغول قد دمروا حلب وحمص وأحرقوهما، غير أن تيمورلنك أعاد الكرّة على سوريا بعد قرن ونصف، فاحتل حلب عام 1400 وحمص وحماة ودمشق عام 1401، وأحرق المسجد الأموي وسبا العمال والحرفيين إلى عاصمته سمرقند وبلغ عدد القتلى الذين سقطوا على أيدي جنود تيمورلنك في قلعة حلب وحدها عشرون ألفًا، وفي حريق المسجد الأموي والأحياء المحيطة به والذي أشعله تيمورلنك عنوة ثلاثين ألفًا.
استطاع المماليك استعادة سوريا وقسموا بلاد الشام إلى ست نيابات ثلاث منها في سوريا الحالية هي دمشق وحلب وحماة. تميز العهد المملوكي عمومًا بكثرة الانقلابات العسكرية الداخلية والحروب والمجاعات والأوبئة فضلًا عن اندثار الثقافة وانتشار الأمية والفساد في السلطة، وقد انخفض عدد سكان سوريا إلى الثلث خلال حكمهم، ولم يبال السكان بانهيار الدولة المملوكية إثر معركة مرج دابق، وفتح السكان أبواب مدنهم سلمًا للعثمانيين.

## العصر العثماني
التقى الجيش العثماني والجيش المملوكي في مرج دابق شمال حلب، وكان الجيش العثماني مكونًا من مائة وخمسين ألف مقاتل ومزودًا بسلاح المدفعية الذي لم يستعمل قط في سوريا قبلًا تحت قيادة السلطان سليم الأول، والذي كان قد استمال سلفًا خير بيك النائب المملوكي في حلب وجان برادلي الغزالي النائب المملوكي في دمشق،، وإثر هزيمة المماليك دخل السلطان إلى حلب ومنها انتقل إلى دمشق فدخلها يوم 26 أيلول/سبتمبر 1516 وأضاف إمام المسجد الأموي عبارة «خادم الحرمين الشريفين» لاسم السلطان الذي أمر بترميم المسجد الأموي، ثم غادر سوريا إلى مصر فملكها ومكث بها شهرًا قبل أن يعود إلى دمشق ليرتب أحوال الولايات وسائر الأمور الإدراية. قسم السلطان سليم الأول سوريا إلى ولايتين هما ولاية سوريا وولاية حلب، ثم استحدثت عام 1520 ولاية طرابلس التي ضمت في سوريا اللاذقية وطرطوس وحمص وحماة والسلمية، واستحدث العثمانيون مطلع القرن السابع عشر ولاية الرقة، لتظل التقاسيم على حالها حتى نهاية القرن التاسع عشر حين أتبعت حمص وحماة لولاية سوريا التي فصل عنها سنجقا عكا ونابلس وضما إلى ولاية بيروت، كما استحدثت متصرفية الزور عام 1904 كهيئة إدارية مرتبطة مباشرة بالباب العالي بسبب الاضطرابات التي كان يسببها البدو.

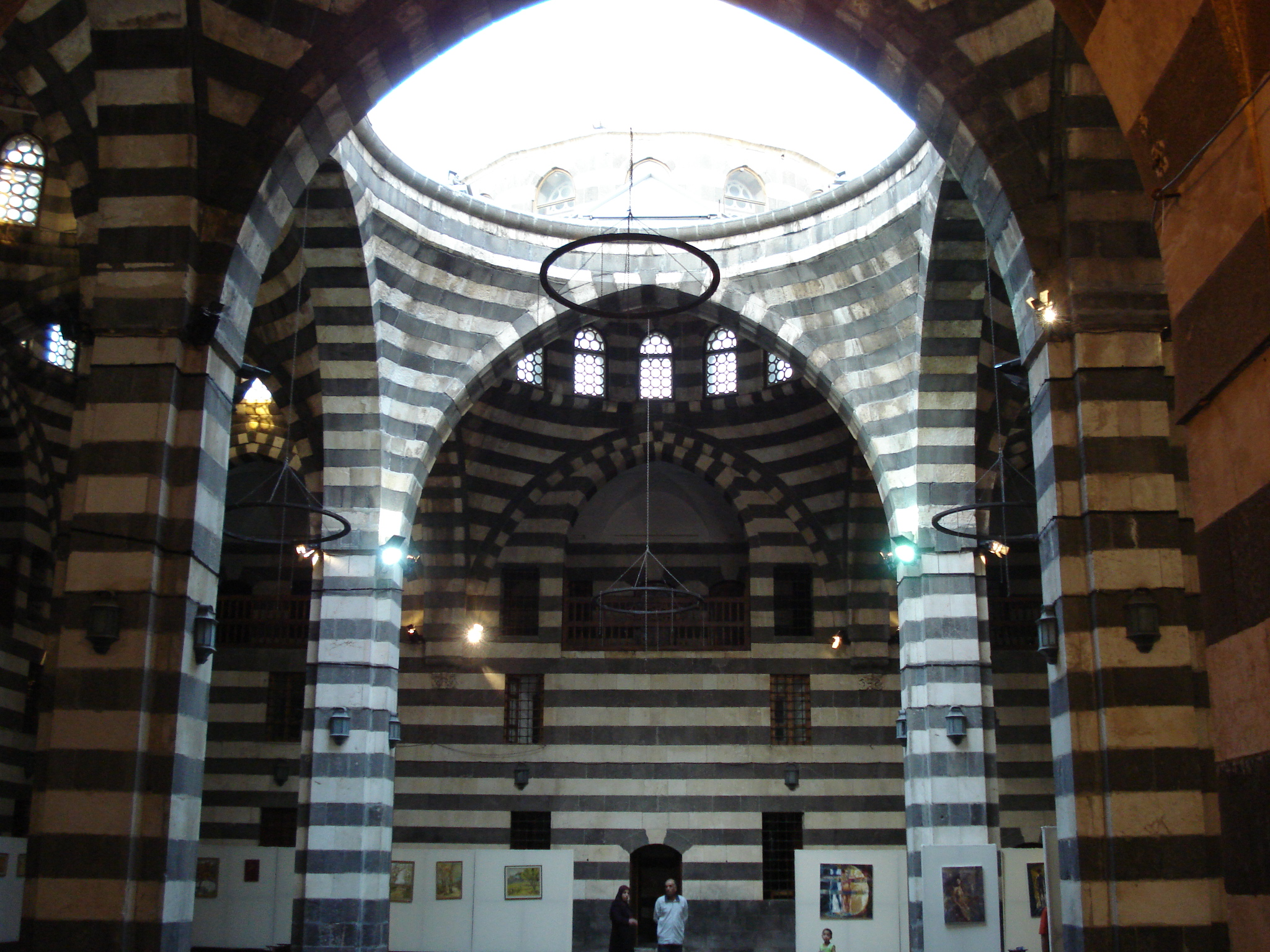
خان أسعد باشا في دمشق والذي بناه الوالي أسعد باشا العظم عام 1753.

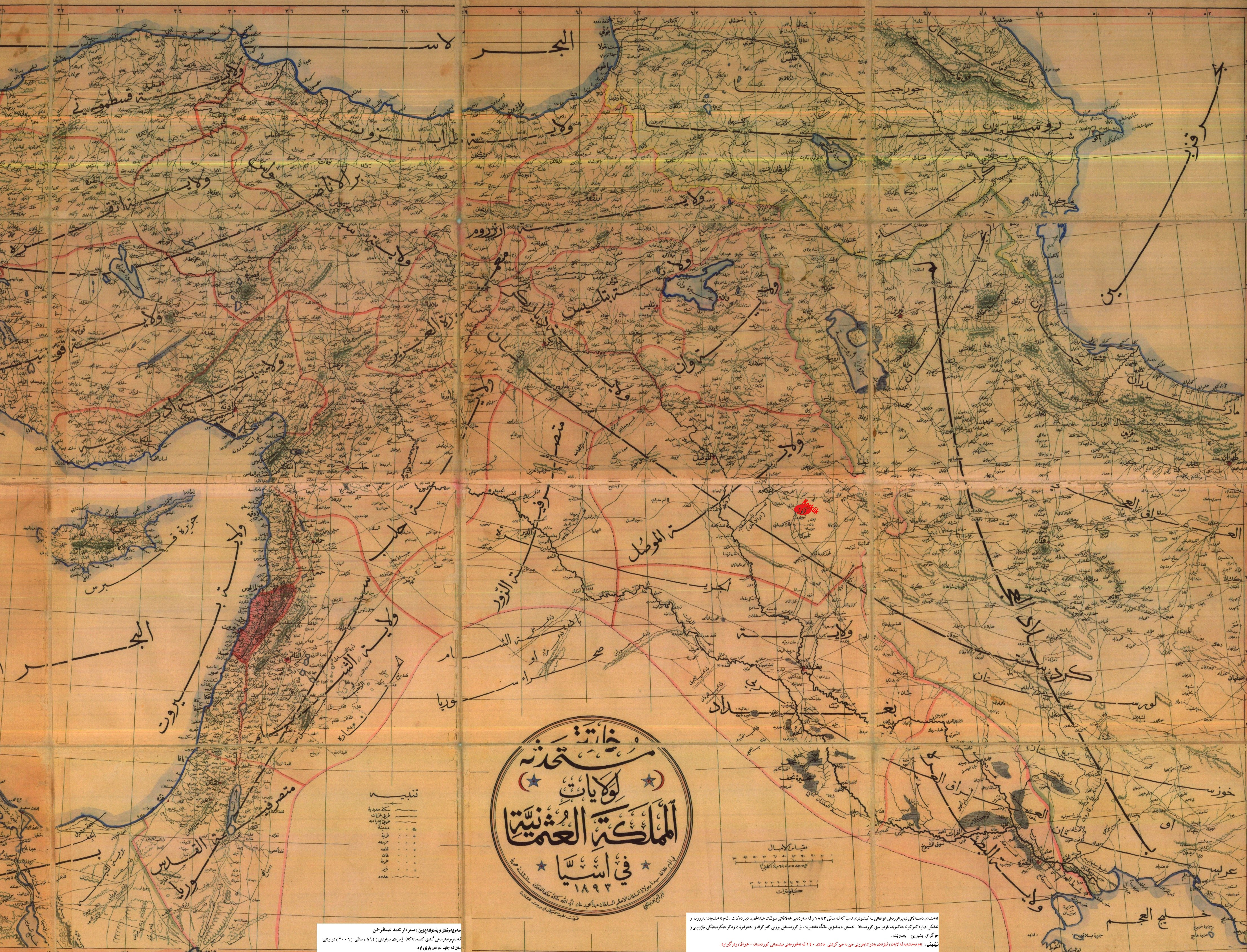
الولايات السورية في الدولة العثمانية.

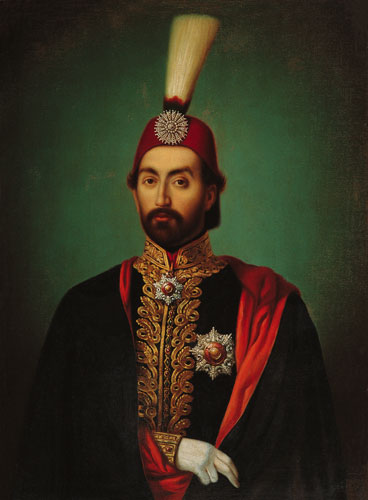
السلطان الغازي عبد المجيد الأول، شهد عهده استعادة سوريا وقيام الفتنة بين المسيحيين والمسلمين فيها.

إثر وفاة السلطان سليم الأول عام 1520 أعلن جان بردي الغزالي الثورة والاستقلال عن الدولة العثمانية، فما كان من السلطان سليمان القانوني إلا أن أرسل جيشًا بقيادة فرهاد باشا والي حلب قضى على ثورة دمشق وأحرق ثلثها. لاحقًا خلال القرن السابع عشر دخلت أجزاء واسعة من سوريا ضمن إمارة فخر الدين المعني الثاني والذي أقر له السلطان مراد الرابع بحكم جميع الأراضي الواقعة بين حلب والقدس وخلع عليه لقب «سلطان البر». استطاع فخر الدين بحكم سياسته الاقتصادية والاجتماعية المنفتحة أن ينهض بالبلاد، حتى أطلق المؤرخون على تلك الفترة اسم «بداية عصر النهضة في بلاد الشام»، إذ اهتمّ الأمير بالزراعة وصناعة الحرير وسيّر القوافل التجارية البحرية مع إيطاليا، وفي عام 1630 ضم مدينة تدمر إلى حكمه، غير أن السلطان مراد الرابع تخوف من تنامي نفوذه فقرر التخلص منه، واستطاع والي دمشق اعتقاله وإرساله إلى إسطنبول حيث شنق وثلاثة من أولاده في أحد المساجد بتهمة الزندقة.[بحاجة لمصدر]

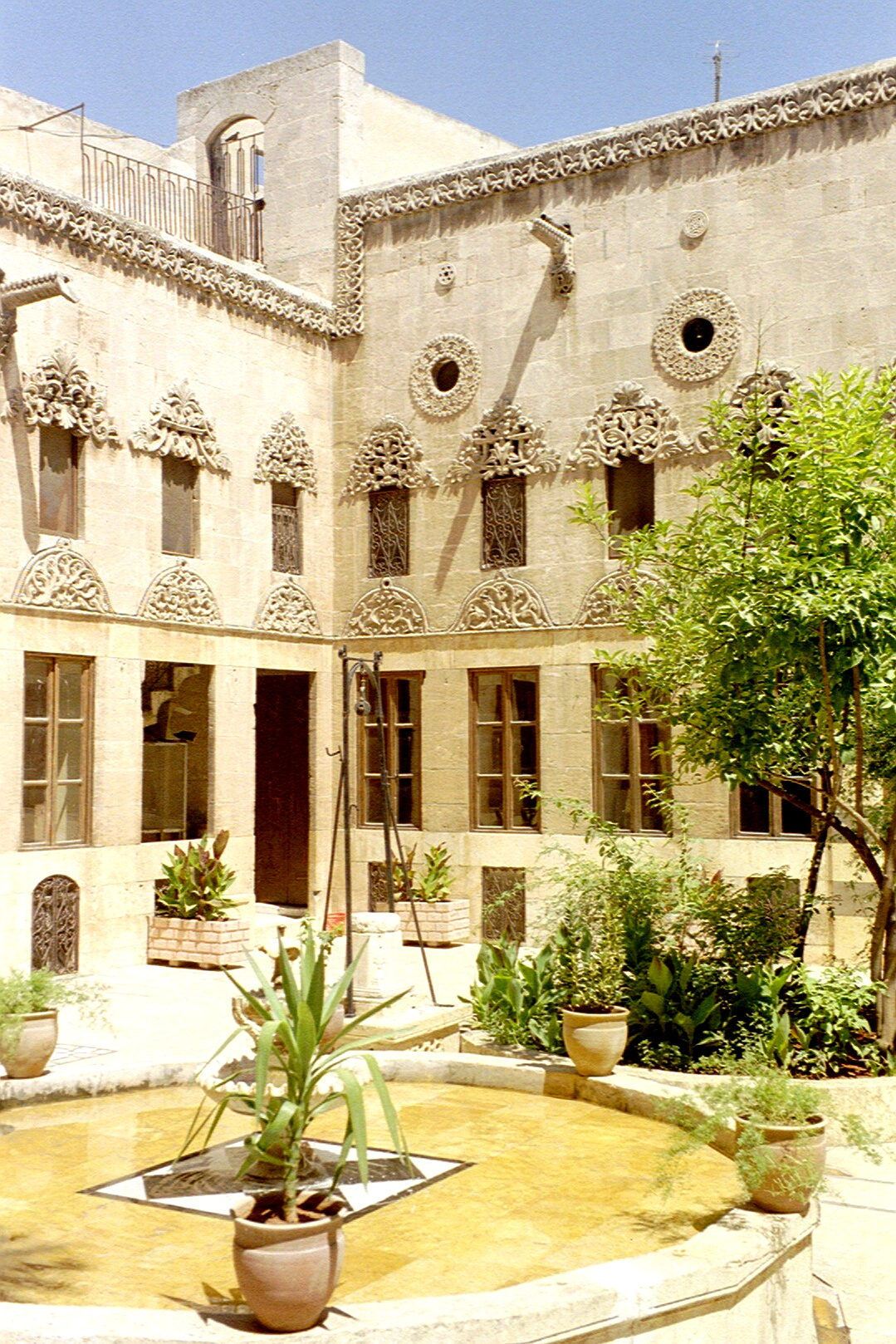
أحد المنازل في حلب والتي تعود للحقبة العثمانية، ويدعى هذا النمط المعماي في المدينة «أجقباش».

عمومًا، فإن الوضع الاقتصادي في سوريا طوال العهد العثماني لم يكن جيدًا خصوصًا بعد منح الامتيازات الأجنبية لفرنسا ومن ثم لسائر الدول الأوروبية، إذ قد ملأت الأسواق المحلية بالبضائع الأجنبية، إلى جانب أن تكرار الحروب التي خاضها السلاطين أدت إلى زيادة الضرائب وفقدان البلاد لعناصرها الشابة لفترات طويلة من الزمن. وقد تكررت الثورات الاستقلالية الشبيهة بحركة الأمير فخر الدين خلال القرن الثامن عشر وقد تكون ثورتي ظاهر العمر وعلي بك الكبير أشهرههما. أما القرن التاسع عشر فقد افتتح بمحاولة نابليون بونابرت احتلال سوريا عام 1800 غير أنه قد فشل قبل الوصول إليها على أسوار عكا، غير أن الحملة الفرنسية على مصر ساهمت بتهيئة المناخ السياسي لظهور محمد علي الذي اعترف به السلطان محمود الثاني واليًا عام 1805، لاحقًا وعد السلطان محمد علي بأن يمنحه ولايات بلاد الشام جميعها إذا ما شارك محمد علي في حروب الدولة ضد اليونان عام 1827، وقد استجاب محمد علي لطلب السطلان، لكن جيوش الدولة وجيوش محمد علي لم تقو على الأساطيل الأوروبية مجتمعة في اليونان فمنيوا بهزيمة خلال معركة نافارين. استقلال اليونان إثر هزيمة الدولة العثمانية أدت إلى رفض السلطان محمود الثاني منح محمد علي ولايات بلاد الشام، فقام محمد علي بإرسال جيش بقيادة ابنه إبراهيم باشا بداية عام 1831، واستطاع الانتصار على الجيش العثماني بقيادة حسين باشا في معركة حمص الفاصلة يوم 8 حزيران/يونيو 1832، وقد ساند سكان سوريا إبراهيم باشا وقاتلوا في صفوفه.
كان حكم إبراهيم باشا لسوريا إصلاحيًا، إذ وفر الأمن للطرق التجارية بين المدن، واهتم بالتعليم الذي لم يمنحه العثمانيون أية أهمية، وسمح بتأسيس مدارس البعثات الأوروبية كما قام بتوطين البدو بعد أن بنى القرى لهم، وقام بتوسيع الأراضي الصالحة للزراعة واهتم بصناعة الحرير وخفّض الضرائب وأنشأ نظام بريد فعال داخل سوريا، كما أنشأ لأول مرة في سوريا مجالس المدن لإدارة شؤون الأحياء والمدن من قبل قاطنيها. حكم محمد علي وابنه إبراهيم باشا في سوريا لم يطل، إذ فرضت عليه الدول الأوروبية عام 1840 الانسحاب من بلاد الشام خوفًا من تمدد نفوذه نحو الأناضول، وبعد أن خرج إبراهيم باشا من سوريا انهارت الإصلاحات التي تمت في عهده، إذ انخفض عدد أنوال الحرير من خمسين ألفًا إلى ألفان فقط، وبعد أن كانت البلاد تصدر المنسوجات القطنية أصبحت تستوردها، كما اختفت القرى الجديدة التي أنشئت حول دمشق وحلب وفي وادي الفرات بنتيجة الضرائب الباهضة وفقدان الأمن. ولعل من العلامات الفارقة لتلك المرحلة اندلاع الفتن الطائفية بين المسلمين والمسيحيين في جبل لبنان ومنها انتقلت إلى دمشق وحلب واللاذقية وزحلة وغيرها من المدن، وكانت حصيلتها النهائية اثني عشر ألف قتيلًا، ما جعل سوريا مشرعة الأبواب أمام الدول الأوروبية للتدخل في أدق شؤونها.
طور العثمانيون نمطًا معماريًا فريدًا، وبنوا المساجد والقصور والخانات والأسواق الشعبية، غير أن هذه النهضة المعمارية تمت بشكل رئيسي في المدن الكبرى ومراكز الولايات، وقلّت حتى اختفت في سائر المدن، وكانت ميول الوالي تلعب دورًا في التشجيع على العمارة وتنشيط الاقتصاد، وقد توالى في دمشق وحلب عدد من الولاة الإصلاحيين كولاة آل العظم وأحمد مدحت باشا وغيرهم.
يعرف القرن التاسع عشر في سوريا باسم عصر النهضة القومية والفكرية، إذ تم تأسيس المطابع ودور النشر والمجلات والصحف والمدراس والجامعات، إما عن طريق أبناء البلاد مباشرة أو عن طريق بعثات أوروبية، كما كان لوالي دمشق مدحت باشا دورًا في عملية التنمية الاقتصادية إلى جانب التنمية الفكرية. وقد تأسست في بدءًا من أواخر القرن التاسع عشر العديد من الجمعيات الوطنية والتي تشبه الأحزاب حاليًا كالجمعية السرية عام 1875 وجمعية العهد عام 1909، وجمعية العربية الفتاة عام 1911 وحزب اللامركزية الإدارية وحزب سوريا الفتاة عام 1912. وكانت هذه الأحزاب متباينة في أهدافها بين الحفاظ على الارتباط مع الدولة العثمانية والدعوة للاستقلال عنها، وعقدت في مؤتمر باريس في 18 حزيران/يونيو 1913 واستقر الرأي على المطالبة بمنح حكم لا مركزي واسع لبلاد الشام يكون له جيشه الخاص، وعلى الرغم من مصادقة السلطان محمد الخامس على مقررات المؤتمر في 18 أغسطس 1913 لاحتواء نفوذ الوطنيين الشعبي، غير أن مقررات المؤتمر لم تدخل أبدًا حيّز التنفيذ، بل العكس تمامًا أخذت السلطات باعتقال الرموز الوطنية.
وقد انتشرت خلال أواخر القرن التاسع عشر ظاهرة الهجرة إلى مصر والعالم الجديد هربًا من الفقر واضطهاد الإقطاع في القرى، فضلًا عن المجاعة التي ضربت البلاد بعد أن ظهرت أسراب الجراد في ربيع 1915، فأتت على المحاصيل، وما زاد الأمر سوءًا تلاعب التجارة والموظفين الأتراك بأسعار الطعام ويقول المؤرخ أسعد داغر حول المجاعة: فكان الفقراء يموتون جوعًا، وكنت ترى جثث الموتى على قوارع الطرق، ومات في شمال سوريا وحدها ستين إلى ثمانين ألفًا بالمجاعة.

## العصر الحديث

### الاحتلال البريطاني
انسحبت القوات التركية وحلفاؤها الألمان من سورية بعد الحرب العالمية الأولى سنة 1918، فدخلت الجيوش البريطانية الأراضي السورية من الجنوب ووصلت حتى حلب شمالا، وبقيت فترة تربو عن العام، بالتزامن دخلت من الجنوب قوات الثورة العربية بقيادة الأمير فيصل والشريف ناصر شقيق الشريف الحسين وعم الأمير فيصل. وبقيادة غير مباشرة من الضابط البريطاني لورنس العرب.
ثم دخل الجنرال البريطاني اللنبي سورية، قادما من القدس، والتقى الجيشان في دمشق. واستمرت القوات البريطانية بالتقدم شمالا حتى التقت بآخر القوات التركية الخارجة من سورية بقيادة القائد التركي مصطفى كمال، وقامت معركة عنيفة قرب حلب في منطقة سميت فيما بعد قبر الإنكليزي.
عين فيصل شكري باشا الأيوبي حاكما عسكريا. ثم دخل الأمير فيصل دمشق في استقبال جماهيري منقطع النظير. وكانت القوات الفرنسية قد بدأت بالوفود إلى الساحل السوري واستلام المواقع من الجنود الإنكليز.
شكل فيصل أول حكومة عربية سورية رأسها الضابط السابق في الجيش العثماني الدمشقي علي رضا باشا الركابي، وضمت ثلاثة وزراء من جبل لبنان، ووزيرا من بيروت، ووزيرا من دمشق، وساطع الحصري من حلب، ووزيرًا للدفاع من العراق، محاولا الإيحاء أن هذه الحكومة تمثل سوريا الكبرى وليست حكومة على الأجزاء الداخلية من سورية.
رفض البريطانيون محاولة فيصل تسليح جيشه، ودعوه نهاية عام 1918 إلى أوروبا للمشاركة في مؤتمر الصلح الذي انعقد بعد الحرب العالمية، فزار فرنسا وبريطانيا حيث أكد له الإنكليز حسن نياتهم تجاه سورية، في حين كانوا من وراء ظهره يقتسمون ما تبقى من سورية، ويقومون بتعديل اتفاقية سايكس بيكو مع الفرنسيين. طرح فيصل في المؤتمر (الذي أصر الفرنسيون على مشاركته فيه بصفة قائد عسكري حليف وليس حاكماً على سورية) قيام ثلاث حكومات عربية: في الحجاز وسورية والعراق، واقترح الإنجليز نظام الانتداب، كما اقترح الأمريكيون إرسال لجنة لاستفتاء الشعب حول رغباته السياسية. وافق الفرنسيون والبريطانيون مكرهين على اللجنة ثم مالبثوا أن انسحبوا منها فتكونت من مندوبين أمريكيين اثنين فقط ودعيت لجنة كراين.
بعد خمسة أشهر في أوروبا عاد فيصل إلى سورية. وأقام في صيف 1919 المؤتمر السوري بهدف إعلان استقلال سورية ووضع الحلفاء أمام الأمر الواقع، وكان من أعضائه تاج الدين الحسيني وفوزي العظم والد خالد العظم ممثلين عن دمشق، وإبراهيم هنانو ممثلا عن قضاء حارم، وسعد الله الجابري ورضا الرفاعي ومرعي باشا الملاح والدكتور عبد الرحمن كيالي ممثلين عن حلب، وحكمت الحراكي ممثلا عن المعرة، وعبد القادر الكيلاني ممثلا عن حماة، وأمين الحسيني ممثلا عن القدس. انتخب فوزي العظم (عضو مجلس المبعوثان ووزير الأوقاف عام 1912 في الآستانة) رئيسًا له عدة أشهر حتى وفاته (1919) ثم هاشم الأتاسي ثم رشيد رضا (من طرابلس، وصاحب جريدة «المنار» في القاهرة) رئيسًا للمؤتمر، ومرعي باشا الملاح ويوسف الحكيم نائبي رئيس. أعلن المؤتمر وحدة سورية الطبيعية واستقلالها ورفض الانتداب، كما رفض إقامة دولة يهودية في فلسطين، أما إذا كانت المساعدة الخارجية ضرورية فقبول مساعدة فنية ومن الولايات المتحدة فقط.
احتالت كل من بريطانيا وفرنسا على الملك فيصل بعدما استدعيتاه لحضور الاتفاق النهائي، وعملت على تأخير وصوله حتى وقعتا اتفاقاً بانسحاب القوات البريطانية نحو العراق والأردن وفلسطين ودخول القوات الفرنسية مكانها. ونشبت الثورات الوطنية عند وصول الأخبار إلى السوريين، كثورة الشيخ صالح العلي، وثورة صبحي بركات، وثورة إبراهيم هنانو وثورة الدنادشة في منطقة تلكلخ، وثار غيرهم من الثوار الكثير إلى أن قامت الثورة السورية الكبرى (1925) تحت راية المجاهد سلطان باشا الاطرش قائد ثورة جبل العرب.
انسحبت القوات البريطانية من الداخل السوري في الشهر الحادي عشر من عام 1919، بعد وجود دام حوالي العام.

### الانتداب الفرنسي

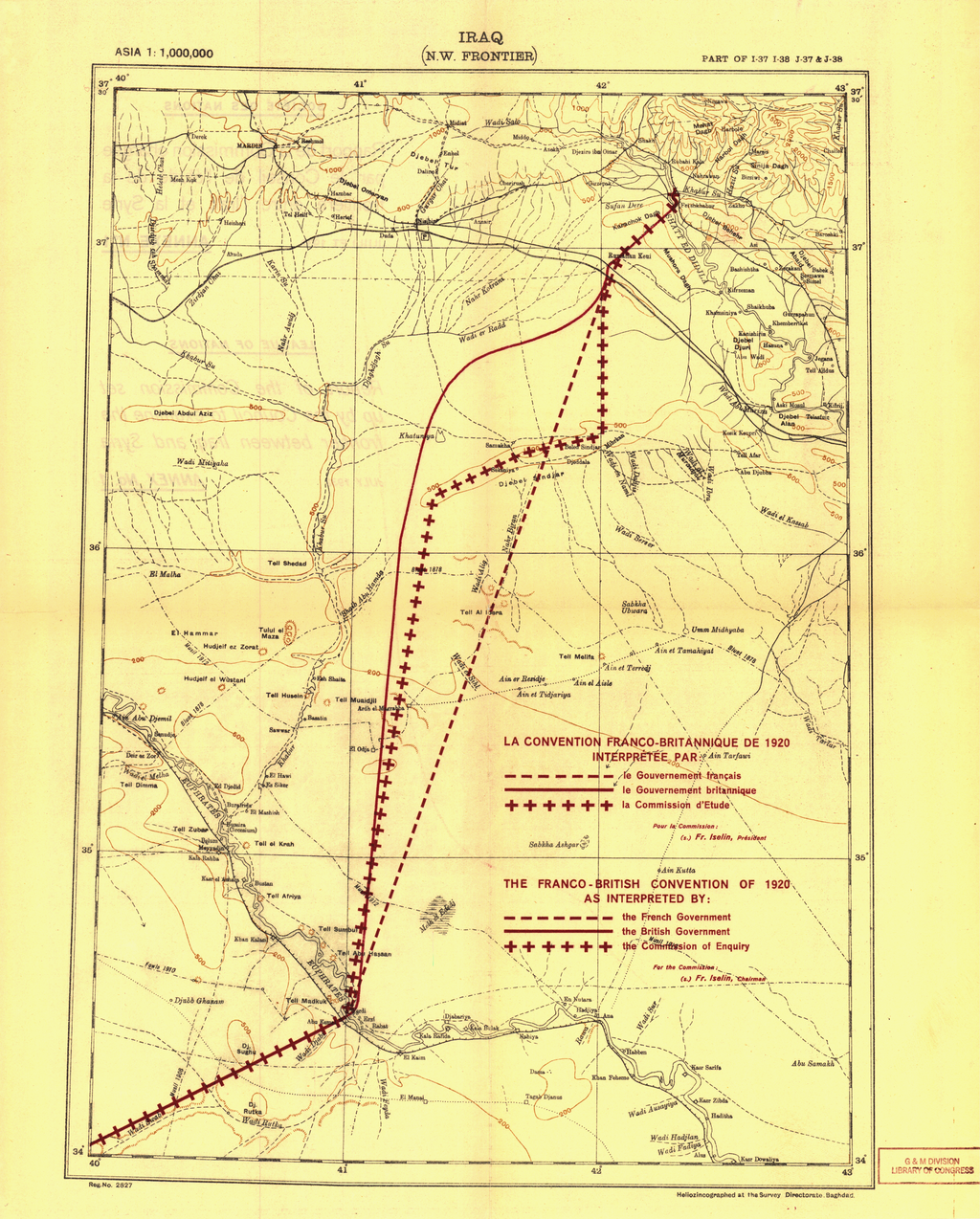
تقرير اللجنة المكلفة من قبل المجلس مع دراسة للحدود بين سوريا والعراق, 1932

بدأ الانتداب الفرنسي عام 1920 بعد معركة ميسلون حيث قاد الجيش السوري وزير الحربية يوسف العظمة (1884-1920) وكان تعداد الجيش حوالي 3000 متطوع وبأسلحة بسيطة، بينما قاد الجيش الفرنسي الجنرال غورو وكان الجيش الفرنسي مجهزاً بأحدث الأسلحة في ذلك الوقت بما فيها الدبابات وبعض الطائرات.
انتهى الانتداب الفرنسي عام في 17 نيسان عام 1946 وقد أعلن استقلال سورية في ذلك اليوم، وشهدت فترة الانتداب العديد من الثورات ضد المحتلين مثل لثورة السورية الكبرى عام 1925 بقيادة سلطان باشا الأطرش في جبل العرب جنوب سورية والتي امتدت إلى العديد من المدن السورية مثل جبال الساحل السوري بقيادة الشيخ صالح العلي ودير الزور بقيادة عائلة عياش الحاج ودمشق بقيادة الدكتور عبد الرحمن الشهبندر والمجاهد حسن الخراط وفي جبل الزاوية بقيادة الزعيم إبراهيم هنانو وفي الجزيرة بقيادة المجاهد سعيد آغا الدقوري وفي حماة بقيادة المجاهد فوزي القاوقجي.

### الوحدة مع مصر1961
كانت الجمهورية العربية المتحدة بداية لتوحيد الدول العربية التي كانت إحدى أحلام الرئيس جمال عبد الناصر.
أعلنت الوحدة في 22 فبراير / شباط 1958 بتوقيع ميثاق الجمهورية المتحدة من قبل الرئيسين السوري شكري القوتلي والمصري جمال عبد الناصر. اختير عبد الناصر رئيسًا والقاهرة عاصمة للجمهورية الجديدة. وفي عام 1960 تم توحيد برلماني البلدين في مجلس الأمة بالقاهرة وألغيت الوزارات الإقليمية لصالح وزارة موحدة في القاهرة أيضًا.
أنهيت الوحدة بانقلاب عسكري في دمشق يوم 28 سبتمبر / أيلول 1961، وأعلنت سوريا عن قيام الجمهورية العربية السورية، بينما احتفظت مصر باسم الجمهورية العربية المتحدة حتى عام 1971 عندما سميت باسمها الحالي جمهورية مصر العربية.

### استلام حزب البعث للسلطة
قام حزب البعث بالتعاون مع عدد من الأحزاب في سوريا بالتوقيع على وثيقة الانفصال في عام 1961، وعلى إثر ذلك اعتقل حافظ الأسد مع عدد من رفاقه في اللجنة العسكرية في مصر لمدة 44 يومًا، وأطلق سراحهم بعد ذلك وأعيدوا إلى سوريا في إطار عملية تبادل مع ضباط مصريين كانوا قد احتجزوا في سوريا. وأبعد بعد عودته عن الجيش لموقفه الرافض للانفصال وأحيل إلى الخدمة المدنية في إحدى الوزارات.
وبعد أن استولى حزب البعث على السلطة في انقلاب 8 مارس 1963 فيما عرف باسم ثورة الثامن من آذار، أعيد حافظ الأسد إلى الخدمة من قبل صديقه ورفيقه في اللجنة العسكرية مدير إدارة شؤون الضباط آنذاك المقدم صلاح جديد، ورقي بعدها في عام 1964 من رتبه رائد إلى رتبة لواء دفعة واحدة، وعين قائدًا للقوى الجوية والدفاع الجوي. وبدأت اللجنة العسكرية بتعزيز نفوذها وكانت مهمته توسيع شبكة مؤيدي وأنصار الحزب في القوات المسلحة. وقامت اللجنة العسكرية في 23 فبراير 1966 بقيادة صلاح جديد ومشاركه منه بالانقلاب على القيادة القومية لحزب البعث والتي ضمت آنذاك مؤسس الحزب ميشيل عفلق ورئيس الجمهورية أمين الحافظ ليتخلى بعدها صلاح جديد عن رتبته العسكرية لإكمال السيطرة على الحزب وحكم سوريا، بينما تولى هو وزارة الدفاع.

### حافظ الأسد

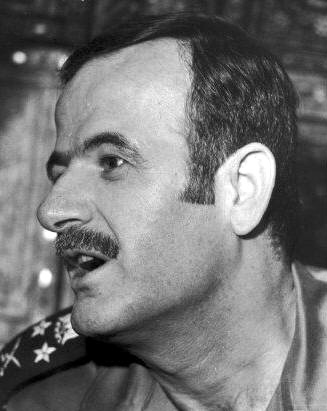
حافظ الأسد خلال الحركة التصحيحية عام 1970

- بدأت الخلافات بالظهور بين حافظ الأسد وصلاح جديد بعد الهزيمة في حرب 1967، حيث انتقد صلاح جديد أداء وزارة الدفاع خلال الحرب وخاصة القرار بسحب الجيش وإعلان سقوط القنيطرة بيد إسرائيل قبل أن يحدث ذلك فعليًا، بالإضافة إلى تأخر غير مفهوم لسلاح الجو السوري في دعم نظيره الأردني مما أدى لتحميله مسؤولية الهزيمة. وتفاقمت هذه الخلافات مع توجه صلاح جديد نحو خوض حرب طويلة مع إسرائيل، بينما عارض هو ذلك لإدراكه أن الجيش لم يكن مؤهلًا لمثل هذه الحرب خاصة بعد موجة التسريحات التي أتبعت انقلاب 8 آذار/مارس 1963 والتي طالت الضباط السنة والشيعة من غير البعثيين. ووصلت الخلافات بيهما إلى أوجها خلال أحداث أيلول الأسود في الأردن عام 1970، حيث أرسل صلاح جديد الجيش السوري لدعم الفلسطينيين، لكنه امتنع عن تقديم التغطية الجوية للجيش وتسبب في إفشال مهمته. وعلى إثر ذلك قام صلاح جديد بعقد اجتماع للقيادة القطرية لحزب البعث والتي قررت بالإجماع إقالته مع رئيس الأركان مصطفى طلاس من منصبيهما. لكن حافظ الأسد لم ينصع للقرار وتمكن في 16 نوفمبر 1970 بمساعدة من القطع الموالية له في الجيش من الانقلاب على صلاح جديد ورئيس الجمهورية نور الدين الأتاسي وسجنهما مع العديد من رفاقهم وذلك فيما يعرف الحركة التصحيحية.
- تولى حافظ الأسد منصب رئاسة مجلس الوزراء ووزير الدفاع في 21 نوفمبر 1970، ثم ما لبث أن حصل على صلاحيات رئيس الجمهورية في 22 شباط / فبراير 1971 ليثبت في 12 آذار / مارس 1971 رئيسًا للجمهورية العربية السورية لمدة سبعة سنوات بعد إجراء استفتاء شعبي ليكون بذلك أول رئيس علوي في التاريخ السوري. وبعدها أعيد انتخابه في استفتاءات متتابعة أعوام 1978 و1985 و1992 و1999. وقد تولى الحكم مدعومًا من الجيش، ونال استحسان الجماهير المرهقة في بادئ الأمر نتيجة الإصلاحات التي قام بها وبناؤه للجيش السوري المدمر وتحقيق النصر في حرب أكتوبر 1973.
- أحداث حماة:

دخل في نزاع عنيف مع حركة الإخوان المسلمون في سوريا، والتي أعلنت العصيان ودعت لإسقاط النظام الحاكم، فتحول الصراع بين الحركة والنظام إلى صراع مسلح وخاصة بعد تفجير مدرستي الأزبكية والمدفعية، ومحاولة اغتيال الوزراء والرئيس في عام 1981، فقام بتكليف الجيش بالقضاء على العصيان، وبالأخص بعد سقوط مدينة حماة بيد الحركة، حيث دخل الجيش المدينة وقمع بقسوة أي حركة مسلحة تهدف إلى القيام بانقلاب على الحكم فيما عرف بأحداث حماة. ونتيجة الوحشية التي تم فيها قمع تلك الحركة لم تظهر بعدها أي معارضة سوريّة تذكر سواءً داخل سوريا أو خارجها.
- الحرب الأهلية اللبنانية:

قام الجيش السوري عام 1976 بمحاولة فض المعركة بين قوات اليمين اللبناني وحركة فتح بمخيم تل الزعتر، إلا أن الفلسطينيين قاموا بقصف القوات السورية بطريق الخطأ، فكان رد الجيش السوري خاطفًا. وانخرط بشكل فعلي في الحرب الأهلية اللبنانية بعد اجتياح إسرائيل للبنان مانعًا حدوث قلاقل أكبر، وطبق هناك سياسة «لا غالب ولا مغلوب» عن طريق حفظ توازن القوى بين كل الأطراف اللبنانية وذلك إلى أن حصل على تفويض من جامعة الدول العربية في مؤتمر الطائف لمساعدة الأطراف اللبنانية المتصالحة بالسيطرة على لبنان. وظل الجيش السوري في لبنان حتى عام 2005 م إثر اغتيال رئيس الوزراء اللبناني الأسبق رفيق الحريري.
- الصعيد الداخلي والخارجي:

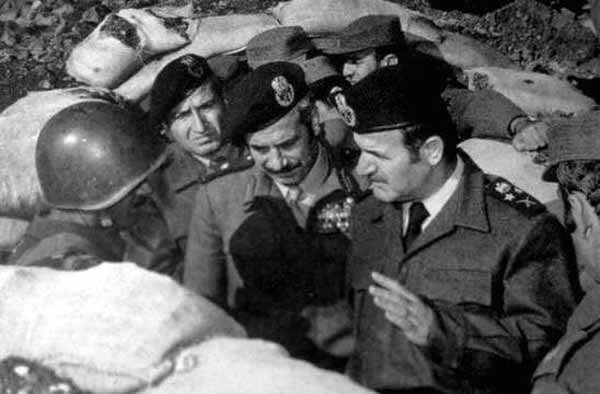
حافظ الأسد في حرب تشرين

على الصعيد الداخلي، تميزت فترة حكمه بالحزم والسلطة المطلقة وحكم الحزب الواحد (حزب البعث)، كما تم بناء أكثر من جامعة في عهده منها جامعة تشرين في اللاذقية. كما عمل على تحرير المرأة ومساواتها بالرجل واعتبرها نصف المجتمع.[بحاجة لمصدر] وشجع الرياضة والرياضيين، وتم في عهده استضافة دورة البحر الأبيض المتوسط.
وعلى الصعيد الخارجي استمر في رفضه اتفاقية كامب ديفيد التي وقعت بين مصر وإسرائيل مناديًا بحل شامل للقضية الفلسطينية، إلى أن قامت منظمة التحرير الفلسطينية بتوقيع اتفاقية أوسلو بعام 1993 منفردة وهو الأمر الذي اعتبره خيانة.[بحاجة لمصدر]
في عام 1991 شاركت القوات السورية مع قوات التحالف الدولي في حرب تحرير الكويت من الاحتلال العراقي. وبعد تحرير الكويت تمت دعوة سوريا عام 1991 م للمشاركة في مؤتمر مدريد لعملية السلام، ودخلت سوريا في مفاوضات السلام مع إسرائيل على أساس قرارات الشرعية الدولية ومبدأ الأرض مقابل السلام والقاضي بانسحاب إسرائيل حتى خط الرابع من حزيران/يونيو.
في عام 1998 تمت عدة محاولات لإتمام اتفاقية السلام بين سوريا وإسرائيل تحت إشراف الراعي الأمريكي، لكن إصرار حافظ الأسد على استرداد كامل أرض الجولان التي احتلت في حرب 1967 حال دون إتمام أي اتفاق.
- وفاة حافظ الأسد:

استمر على سدة رئاسة سوريا حتى وفاته في 10 يونيو 2000 بسبب مرض سرطان الدم الذي كان يعاني منه منذ سنوات. عـُرفت فترة حكم حافظ الأسد بالسيطرة المطلقة داخليًا، كما عـُرف على الصعيد الدولي كرجل قوي وحازم.

### حكم بشار الأسد

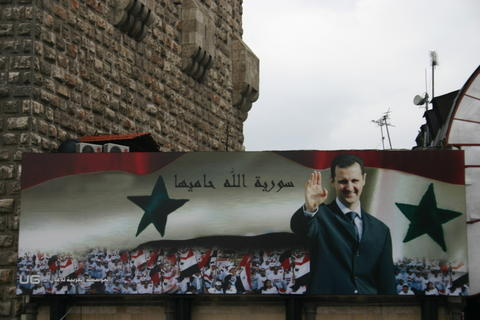
صورة الرئيس بشار الأسد على حائط في دمشق القديمة مكتوب عليها عبارة سورية الله حاميها

بعد وفاة والده حافظ الأسد في 10 حزيران / يونيو 2000 رُفع بشار الأسد وعمره 34 عامًا و10 أشهر إلى رتبة فريق بشكلٍ سريعِ متجاوزًا رتبتين عسكريتين، وذلك بموجب مرسوم تشريعي، وذلك ليتم تمكينه من قيادة الجيش، تم تعديل فقرة من الدستور تختص بالعمر ليتم التمكن من انتخابه، ثم عينه الرئيس المؤقت عبد الحليم خدام قائدًا للجيش والقوات المسلحة في اليوم التالي.
انتخب بعدها أمينًا قطريًا (للقطر السوري، حسب المصطلحات المستخدمة) في المؤتمر القطري التاسع لحزب البعث العربي الاشتراكي. في 27 حزيران / يونيو 2000. انتخب رئيسًا للجمهورية في 10 تموز / يوليو 2000 عبر استفتاء شعبي.
حدث انفراج في بداية عهده في مجال الحريات وسميت تلك الفترة الوجيزة ربيع دمشق، والتي شهدت ظهور العديد من المنتديات السياسية (وأشهرها منتدى الأتاسي). هناك بعض الانفتاح على الصعيد الاقتصادي في البلاد، حيث سمح لأول مرة بفتح فروع للمصارف الأجنبية وسُمح للمواطنين فتح حسابات بالعملات الأجنبية وترافق هذا الانفتاح مع تحسن الوضع المعاشي للمواطن العادي.
واجهت سوريا ضغوط خارجية في عهد رئاسة بشار الأسد، تميزت بالضغط على الشخصيات القيادية أصحاب القرار في النظام، تطالب ظاهريًا بمزيد من الحرية والإصلاحات والامتثال للقرارات الدولية. سوريا تربط ذلك بمحاولة إخضاع القرار السوري لأمرة الولايات المتحدة وإرغام سوريا على توقيع معاهدات سلام مع إسرائيل، وتصفية المقاومة الفلسطينية حماس والجهاد الإسلامي وغيرها من فصائل المقاومة الفلسطينية والمقاومة اللبنانية حزب الله. كما تتهم بتسهيل تسلل المجاهدين العرب إلى العراق لقتال الجيش الأمريكي.
ومع قيام الحرب بين حزب الله اللبناني وإسرائيل في شهر حزيران / يونيو 2006، اتخذت سوريا بالتنسيق معه موقفًا دفاعيًا رفع الجاهزية لأعلى المستويات لأول مرة منذ حرب تشرين التحريرية سنة 1973.
اتهمت سوريا من قبل الولايات المتحدة الأمريكية وبعض الدول الغربية وقوى 14 أذار بالوقوف وراء اغتيال رفيق الحريري بشكل مباشر وقبل بدء التحقيق، وذلك بسبب توتر علاقته مع دمشق في آواخر فترة ترأسه الحكومة في لبنان. أخذ الاغتيال ذريعة للضغط على سوريا، لكن الحكومة السورية نفت اغتيالها له قطعيًا. واستكمل الجيش السوري المتمركز في لبنان منذ 1975 انسحابه في نيسان/أبريل 2005 كليًا. وفي عام 2010 أعلن سعد الحريري أن اتهام سوريا كان خطأً، وقد جاء موقف الحريري بعد زيارات متكررة قام بها إلى دمشق التقى خلالها ببشار الأسد، وبعد أن تراجعت عزلة سوريا خاصةً وأن إدارة الرئيس الأميركي باراك أوباما فتحت اتصالات مباشرة مع بشار الأسد، إلى جانب الرئيس الفرنسي نيكولا ساركوزي والعاهل السعودي عبد الله بن عبد العزيز الذين قاموا بتطبيع علاقاتهم مع سوريا.
تم إعادة انتخاب بشار الأسد لولاية رئاسية أخرى بتاريخ 27 أيار / مايو 2007 تستمر 7 سنوات.
استمر بشار الاسد طيلة فترة حكمه متبعا لسياسة والده. وعمل على خطاه بقمع الحركات المعارضة، وفي عام 2011. قام نظام الاسد باطلاق النار واعتقال متظاهرين خرجوا للمطالبة بالإفراج عن أطفال اعتقلوا قيل أنهم عذبوا في مبنى المخابرات في درعا بعد أن كتبوا عبارات ضد النظام على جدران مدرستهم، فكان الفتيل الذي اشعل موجة الاحتجاجات في ذلك العام (راجع الأزمة السورية)، ولتتدرج الأزمة من المطالبة بالإصلاح إلى المطالبة باسقاط النظام ومن السلمية إلى العمل المسلح، وقد قدم بشار الاسد أوراق ترشحه لفترة رئاسية ثالثة عام 2014 متنافسًا وللمرة الأولى منذ تولي حزب البعث السلطة ضد مرشحين آخرين.

### الحرب الأهلية السورية

متظاهرون في ساحة العاصي بمدينة حماة، للمطالبة بإسقاط النظام. يوليو عام 2011.

في مارس 2011 اندلعت احتجاجات ضد الحكم القائم كجزء من الربيع العربي، وسرعان ما توسعت أفقيًا وعموديًا لتشمل معظم محافظات البلاد، وقد ردت عليها السلطة بانتهاكات مختلفة لحقوق الإنسان بما فيها التعذيب وإطلاق الرصاص الحي على المتظاهرين، وزج الجيش السوري فيها لقمعها، وهو ما أفضى فعليًا منذ 2012 لنشوء مقاومة مسلّحة غير مركزية التنظيم دعيت الجيش السوري الحر، من منشقين عن الجيش النظامي ومتطوعين مدنيين، وبنتيجتها تعسكرت الاحتجاجات، وتحولت إلى حرب مدن، ومعارك تستخدم فيها الأسلحة الثقيلة، وبمشاركة مقاتلين ومنظمات أجنبية - مثل حزب الله، في حين أقرت الحكومة سلسلة إصلاحات من طرفها مثل دستور 2012 الذي ألغى نظريًا «قيادة البعث للدولة والمجتمع». وفي ظل فشل المحاولات الدبلوماسية لحلها، وعدم تحقيق حسم عسكري، أفضت الأزمة منذ اندلاعها، إلى دمار واسع في البنية التحتية لعدد وافر من المدن السورية، وبروز أزمة اللاجئين السوريين في الداخل وفي الخارج، وإتلاف مواقع أثرية، وشبه انهيار في الاقتصاد، سوى الأعداد المرتفعة باستمرار للقتلى، والجرحى، والمعاقين، والمعتقلين، والمخطوفين، والمختفين.
ووثق المرصد السوري لحقوق الإنسان، مقتل ومصرع 210060 شخصاً، منذ انطلاقة الازمة السورية في الـ 18 من شهر آذار /مارس عام 2011، تاريخ ارتقاء أول قتيل في محافظة درعا، حتى تاريخ 05/2/2015 وقد توزعوا على الشكل التالي: القتلى المدنيون:100973، بينهم 10664 طفلاً ، و6783 أنثى فوق سن الثامنة عشر، و35827 من داعش. قتلى المنشقون المقاتلون: 2498 .

## مدن تاريخية في سوريا
عشرات المدن الأثرية في سوريا وتعود لحضارات وحقب تاريخية مختلفة من هذه المدن:-
- أوغاريت
- مملكة ماري
- حموكار
- غوزانا
- أفاميا
- أرفاد
- الرصافة
- أرواد
- دورا اوربوس
- بصرى
- سرجيلا
- شهبا
- قنوات
- راميتا
- تدمر
- قَطْنَا
- مملكة ابلا
- البارة
- عمريت

الكنعانيون هم الفينيقيون واسم الفينيقيون اطلقه اليونان على الكنعانيين!
تعود أولى المنشآت في مملكة ماري على الفرات، إلى 2900 ق.م وكانت مدينة ماري محاطة بسور قطره 1.9 كم ولم نعرف شيئًا عن مبانيها ولكن منذ 2350 ق.م أعيد إنشاء المدينة وكان من أبرز منشآتها القصر الكبير وحرمه ومعابد: «عشتار» و«نيني زازا» و«عشتارات» و«شماش» وفيها عثر على عدد من التماثيل الهامة وعدد من الأختام الأسطوانية التي نقشت عليها رموز الحرب والسلام والعبادة والأساطير
كان قصر ماري أشبه بمتحف للتماثيل والرسوم الجدارية التي تمثل جنودًا وصيادين، مع مناظر القربان والتضحية للآلهة ومشاهد تتويج ملك ماري، نقل بعضها إلى اللوفر.
تم اكتشاف أكبر مكتبات التاريخ وما يقرب من 25 ألف رقيم في مكتبة القصر الملكي في ماري، أبانت مدى ازدهار هذه الحاضرة السورية ومدى توسع نفوذها، والحروب التي دخلتها مع جاراتها لتحقق الوحدة بزعامتها، ولقد استفادت ماري من موقعها الهام بوصفها ملتقى طرق المواصلات الكبيرة التي تصل البحر المتوسط والأناضول وغربي سوريا من جهة، وسوريا الوسطى والجنوبية من جهة أخرى، وكانت علاقتها التجارية تصل إلى "حاصور" في فلسطين وإلى "كريت" وقبرص و"حاتوشا" في الأناضول وإلى "دلمون البحرين على الخليج العربي. وكانت تستورد النحاس من قبرص والقصدير من شمالي إيران لصنع الأسلحة المتطورة
وهكذا اختلطت الفعاليات التجارية مع الفعاليات العسكرية لتحقيق ثروة ماري ونفوذها وتوسعها الجغرافي، وكان قصر الملك الواسع جدًا مقرًا للسلطة التجارية والتي تتوضح من خلال الصور الجدارية في باحة القصر، وكانت لوحات جصية ملونة تمثل تقديم القرابين للآلهة شكرًا على انتصار أو تحرر، أو تمثل العبادة

## تسلسل تاريخ سوريا
سوريا عبر التاريخ
- حضارات سوريا القديمة والجزيرة 5500 ق. م - 3000 ق. م
- السومريون (كامل سوريا) 2130—1250 ق. م
- الاكاديون (شرق وشمال) 2250 - 2200 ق. م
- الأموريون (العموريون) 2200 - 1880 ق. م
- البابليون (شرق سوريا)3500 ق. م - 2650 ق. م
- الآراميون 1800 - 795 ق. م
- الآشوريون (مناطق من شرق سوريا) 1050 - 600 ق. م
- الفرس 550 - 332 ق. م
- اليونان 332 - 63 ق. م
- الرومان 63 ق. م- 636 م
- الخلافة الراشدة 632 - 661 م
- العهد الأموي 661 - 750 م
- العهد الأيوبي 750 - 1258 م
- المماليك 1260 1517 م
- العهد العثماني 1516 - 1918 م
- الإنجليز والفرنسين 1918 - 1920 م
- الدولة العربية (الملك فيصل) 1920 - 1921 م
- الانتداب الفرنسي1921 - 1946 م
- استقلالها 1946 (الجمهورية العربية السورية)
- سوريا

## طالع أيضًا
- الجدول الزمني لتاريخ دمشق.
- قائمة المجازر في سوريا.